# Песочный (Санкт-Петербург)
Песо́чный (бывш. Гра́фское, фин. Raavski; Гра́фская коло́ния) — посёлок в России, внутригородское муниципальное образование в составе Курортного района города федерального значения Санкт-Петербурга, основан в 1902 году.

## История посёлка
Посёлок возник как Графская колония, под Петербургом во второй половине XIX века. К 1902 году земли Левашовых и Вяземских на левом берегу Чёрной Речки, относящиеся к Осиноворощинской волости Санкт-Петербургского уезда Санкт-Петербургской губернии были размечены под многочисленные дачные участки, а проложенные улицы получили имена в честь членов семьи владельцев этих земель. В частности, современная Советская улица называлась Вяземским проспектом, а выходящие перпендикулярно к нему несколько улиц поменьше (Садовая, Центральная, Заводская и т. д.) назывались по именам дочерей владельцев.

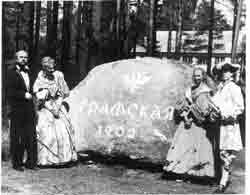
Основание посёлков Графская колония и Дибуны

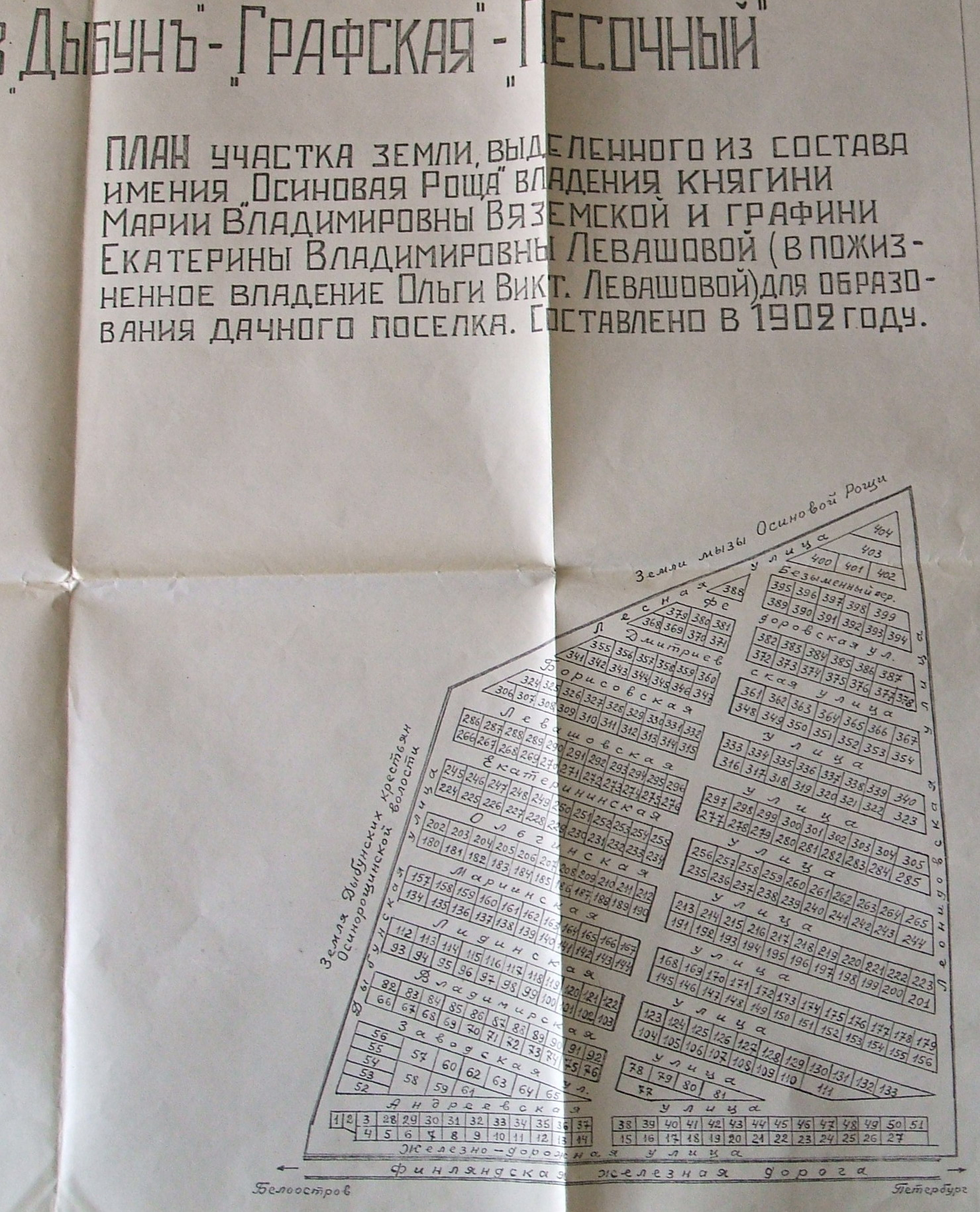
Песочный в 1902 году

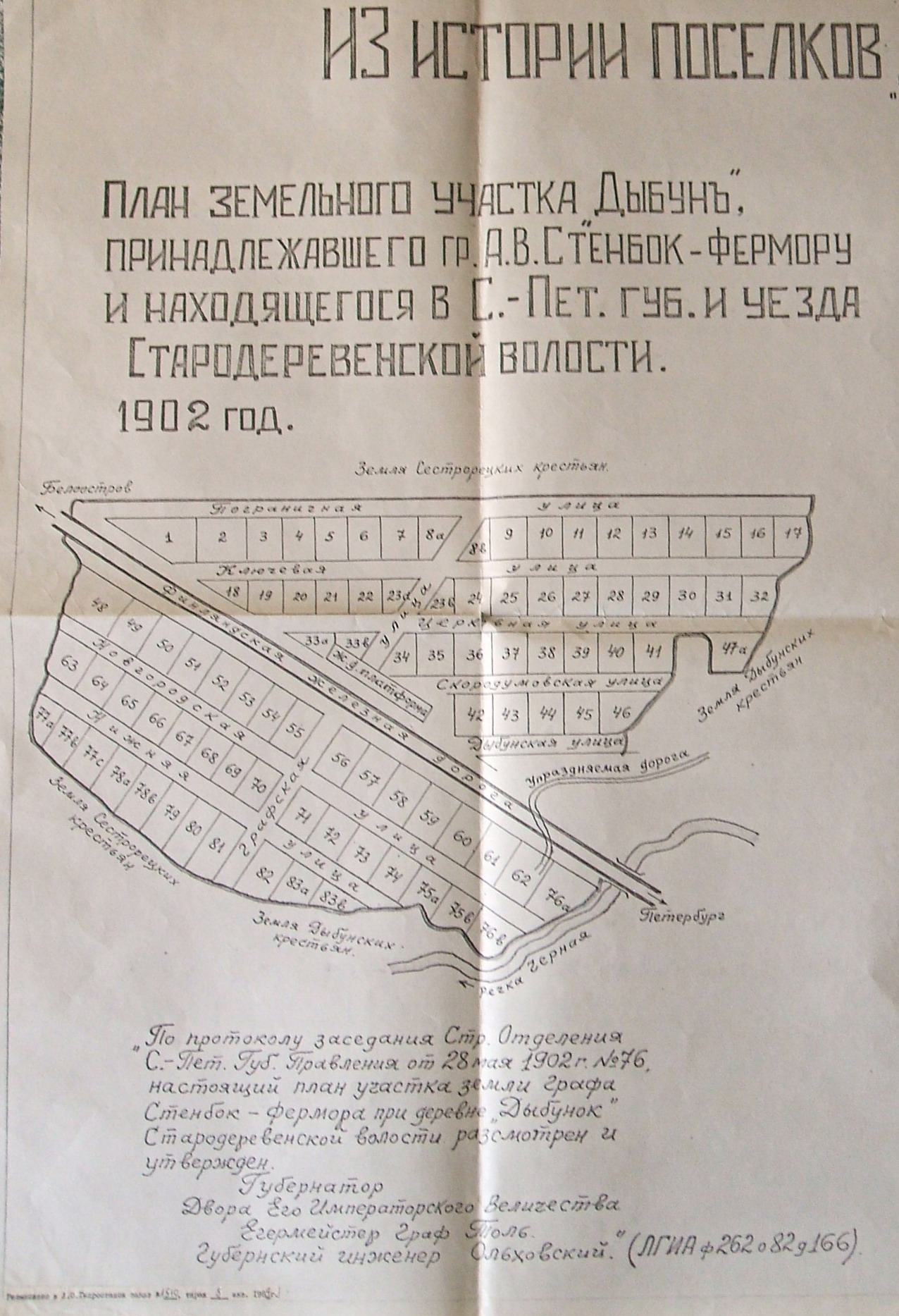
Дибуны в 1902 году

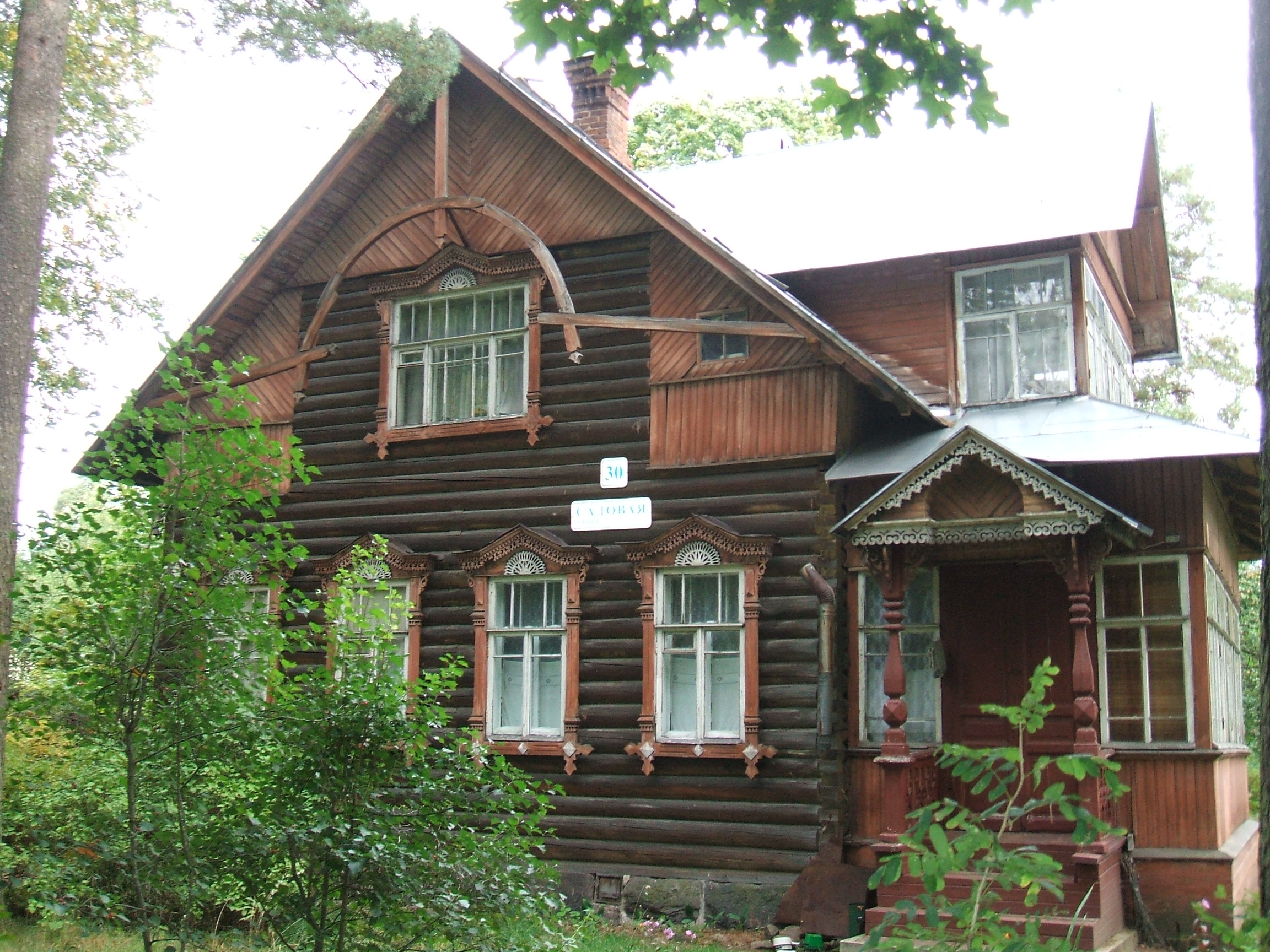
Типичные здания деревянной архитектуры посёлка

Местность была обжита задолго до времени основания железнодорожной станции Графская. Её историческое прошлое стоит рассматривать лишь вместе с историей края, Карельского перешейка.
С давних пор здесь жили разные финно-угорские племена. С XIII века здесь появились славяне. Расселение славян, как отмечают исследователи, происходило мирно, племена водь, чудь, ижора и другие не вытеснялись и не истреблялись, так как земли и угодий хватало всем.
Почти весь XVII век край находился под шведским владычеством, именуясь Ингерманландией. В этот период усилился приток финнов в эти края. После окончания Северной войны (в 1721 году) по указам Петра проводилось переселение русских на отвоёванную у Швеции территории Карельского перешейка. Безусловно, находясь в тесных контактах, этносы влияли друг на друга. Поэтому в их культуре, традициях, обрядах, быте и даже языках можно обнаружить много общего.

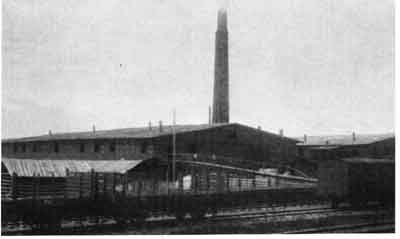
Кирпичный завод кн. Вяземской в Графском

В конце второй половины XIX века обозначился значительный рост населения в Петербурге, вызванный освобождением крестьян от крепостной зависимости (19 февраля 1861 года), проведением финляндской железной дороги (11 сентября 1870 года), развитием фабрично-заводской промышленности. В пригородах строятся кирпичные, кожевенные, лесопильные заводы и бумажные фабрики.
Местность интенсивно заселялась дачниками. В списках населённых мест Санкт-Петербургской губернии, по материалам 1896 года, дачная местность при Чёрной речке относилась к Осиноворощинской волости Санкт-Петербургского уезда. В ней насчитывалось — 41 двор, в которых проживало — 51 человек мужского пола и 70 человек женского пола. Всего постоянных жителей — 121 человек.
В 1880 году в Дибунах был основан кирпичный завод, принадлежащий М. В. Вяземской, на нём работало 200 человек. Имелась и водяная мельница, остатки которой сохранились до наших дней.
В 1902 году владельцы мызы Осиновая Роща — графиня Екатерина Владимировна Левашова и княгиня Мария Владимировна Вяземская выделили из принадлежащих им земель 404 участка, по 1 десятине каждый, для продажи под частную застройку.
Заложенный посёлок Графская размещался на левом берегу Чёрной речки и относился к Осинорощинской волости.
Граф Александр Владимирович Стенбок-Фермор, которому принадлежали земли по правому берегу Чёрной речки, также решает продать часть земель для устройства на них дачного посёлка. К продаже был подготовлен 91 участок площадью по 1 десятине.
За время своего существования посёлок в разное время имел разные (по документам) названия: Дыбунок, Дыбун, Дыбуны, Дибуны.

Вид на р. Чёрная, дорога в Графское

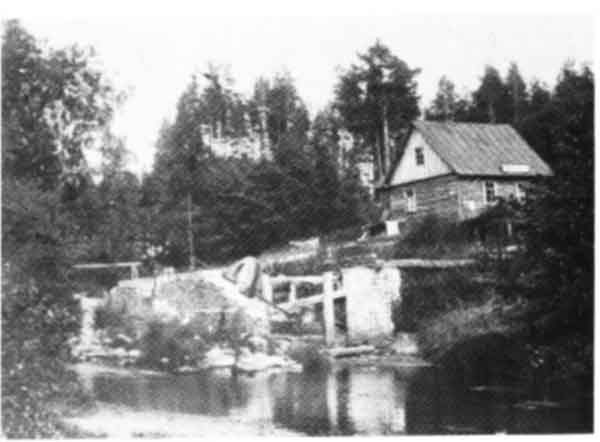
Водная мельница на р. Чёрной

30 мая 1902 года на заседании Строительного отделения Санкт-Петербургского губернского правления был утверждён план застройки посёлка Графская. План для утверждения от имени последних хозяев представил управляющий имением Осиновая Роща Ф. Ф. Колье. По наказу потомков графа Левашова посёлку присваивается название «Графская колония». Главные проспекты названы в честь последних хозяев нашей местности — Левашовых и Вяземских. Улицы были названы именами членов семьи владельцев земли: Мариинская (Центральная), Ольгинская (Садовая), Владимирская (Школьная), (Школьная (Лидинская)), Андреевская (Октябрьская), Екатерининская (Новостроек), Леонидовская (Краснофлотская), а по центру проходил и Левашовский, и Вяземский проспекты (Ленинградская и Советская). Название посёлка Графская колония среди населения не прижилось, осталось название — Графская.
Так на карте Санкт-Петербургского уезда в 1902 году появилось сразу два новых дачных посёлка: Графская и Дибуны.
В 1904 году в Графской было создано Общество благоустройства дачной местности. В ведении Общества было освещение улиц, центральные проспекты освещались керосиново-калильными лампами. Электричество в посёлке появилось только в 1925 году. В ведении Общества находился народный театр, выступления самодеятельных оркестров сопровождались игрой духового оркестра в составе сорока человек.
В 1907 году было создано Пожарное общество.
При содействии Общества по благоустройству дачной местности в Графской в 1907 году начала работать первая начальная школа с 3-летним обучением.
В 1910 году в Графской была открыта первая Земская школа.
В 1909 году в Графской создаётся Общество потребителей дачного посёлка.
Почтовое отделение было открыто в 1912.
Строительство церкви началось в апреле 1904 года. Освящение храма во имя преподобного Серафима Саровского состоялось в Графской 18 июля 1904 года. В посёлке Дибуны, где проживало более 500 человек, а летом население увеличивалось до 4 тысяч, была построена каменная церковь губернским сектарием П. И. Никольским. На выделенном им из собственной земли участке в 1084 кв. саженей проект храма был выполнен епархиальным архитектором А. П. Аплаксиным в 1912 году.
В 1919 году была открыта Дибунско-Графская амбулатория. Только в 1931 году по Заводской улице, дом 18, была организована больница, население снабдило её мебелью. В 1934 году больница имела 25 больничных коек. До октябрьской революции в посёлке Графская была частная аптека. В 1922 году в пустующих домах посёлка Графская размещался Красноармейский дом отдыха. В деревне Дибуны в начале 1900-х годов обосновался владелец мельницы, хлебопекарни, квасной и торговой лавки Грайвер Абраам, а в Графской владелец продуктовой лавки Масалев. Лавка была в доме на углу современной Школьной и Советской улиц, здесь же была и пекарня. В этом же здании после Октябрьской революции было организовано сельское потребительское общество (СПО) на паях.
В 1902 году первой была построена станция в посёлке Дибуны в таком виде, какая она сейчас (кроме железнодорожных платформ). Станция Дибуны знаменита тем, что ночью 9 августа 1917 года В. И. Ленин нелегально садился на ней на поезд после перехода из шалаша возле Сестрорецкого разлива. Вслед за этой станцией в 1904 году была построена станция в посёлке Графская, которая несколько раз перестраивалась. Со временем скромное пассажирское движение развивалось и к 1915 году достигло 9300 человек в месяц на станции Дибуны, а на Графской — до 14600 человек. Усилилось и товарное движение. В 1913 году со станции Дибуны было отправлено 3709 гружёных вагонов, главным образом грузом кирпичного завода в Графской.
Жители посёлка были свидетелями первый мировой войны, а некоторые и японской, революционных событий и гражданской войны, первых пятилеток и коллективизации.
С установлением Советской власти организаторскую роль взяли на себя Аханов, Михайлов, Богданов, Ступин. Первым председателем поселкового совета был избран Аханов. В 1921—1923 гг. Председателем поселкового совета был избран И. Н. Михайлов.
В 1925 году посёлок Графская был переименован в посёлок Песочный (по другим данным в октябре 1931 года Графская переименована в п. Песочный, а Дыбун стала Дибунами). В 1938 году по просьбе трудящихся такое же название получает и станция Графская, а посёлок Дибуны входит в состав посёлка Песочный.
С 1927 по 1930 год и с 1938 по 1954 год посёлок административно входил в состав Парголовского района Ленинградской области, в 1930—1938 гг. — Ленинградского Пригородного района.
Многим жителям посёлка запомнилась Финская война 1939—1940 гг. ужасными сорокоградусными морозами. Посёлок Песочный был прифронтовым во время Великой Отечественной войны 1941—1945 гг.
Население посёлка несмотря на близость фронта не было эвакуировано (выселены были только жители посёлка Дибуны — первая линия обороны). В домах (где были хозяева — с их разрешения) размещались тыловые части 291 Гатчинской стрелковой дивизии и штаб, которой находился на ныне Песочной ул., в бывшем доме Лускарева, посёлка Песочный. Тяжёлые бои проходили в сентябре месяце за Белоостров, где погибли многие бойцы, в том числе политрук И. П. Лобачик, который похоронен на кладбище посёлка Песочный. Жилой фонд посёлка Дибуны был на 60 % разрушен. В 1941 году на фронт ушли сотни мужчин, а в 1945 году вернулись десятки.

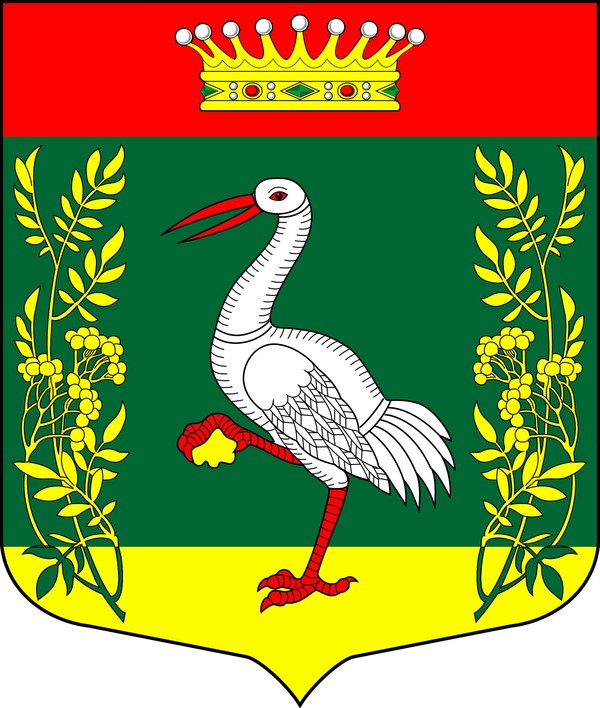
Герб Муниципального образования посёлка Песочный

В период Великой Отечественной войны председателем поссовета была М. А. Виноградова.

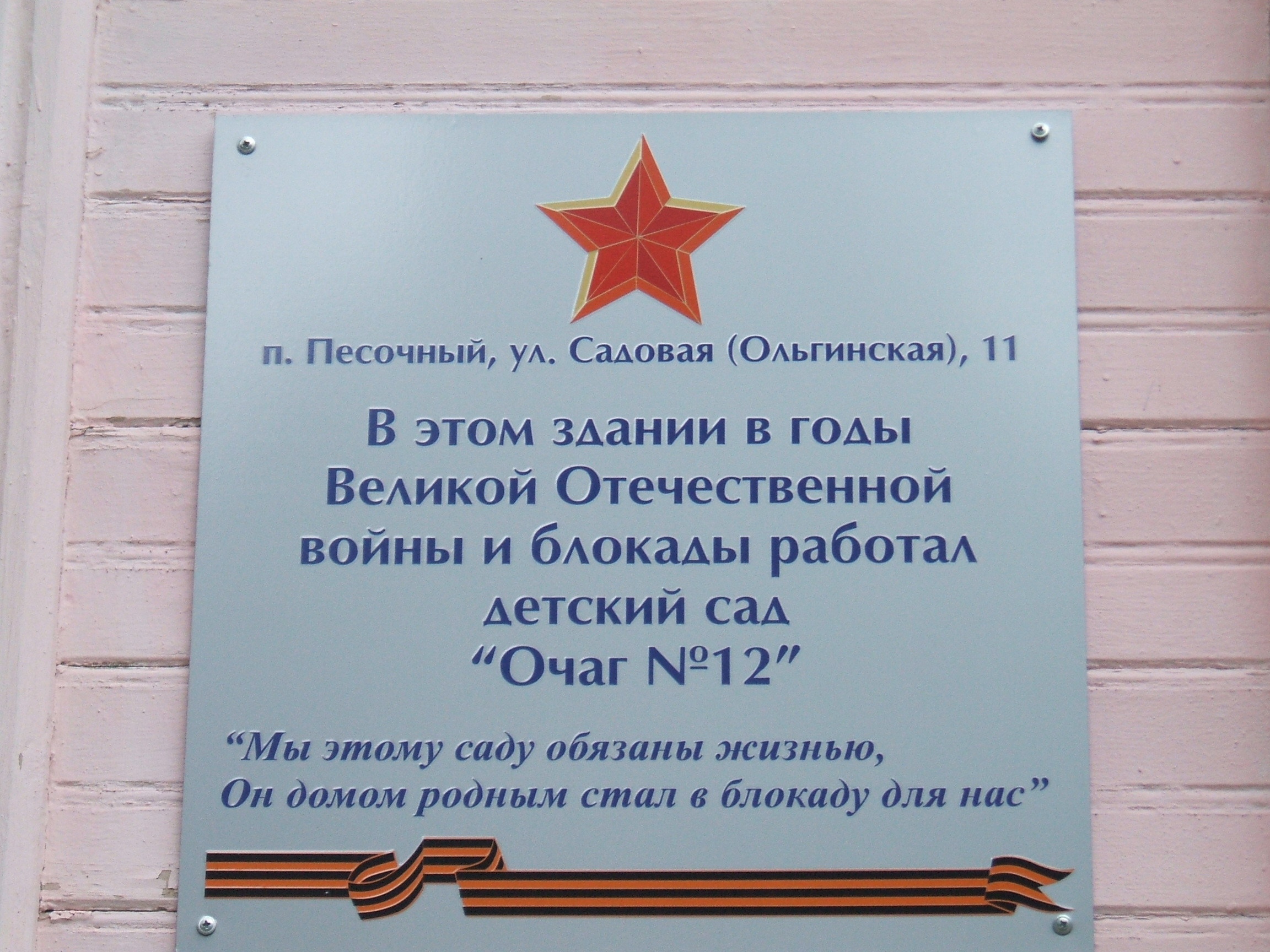
Мемориальная доска

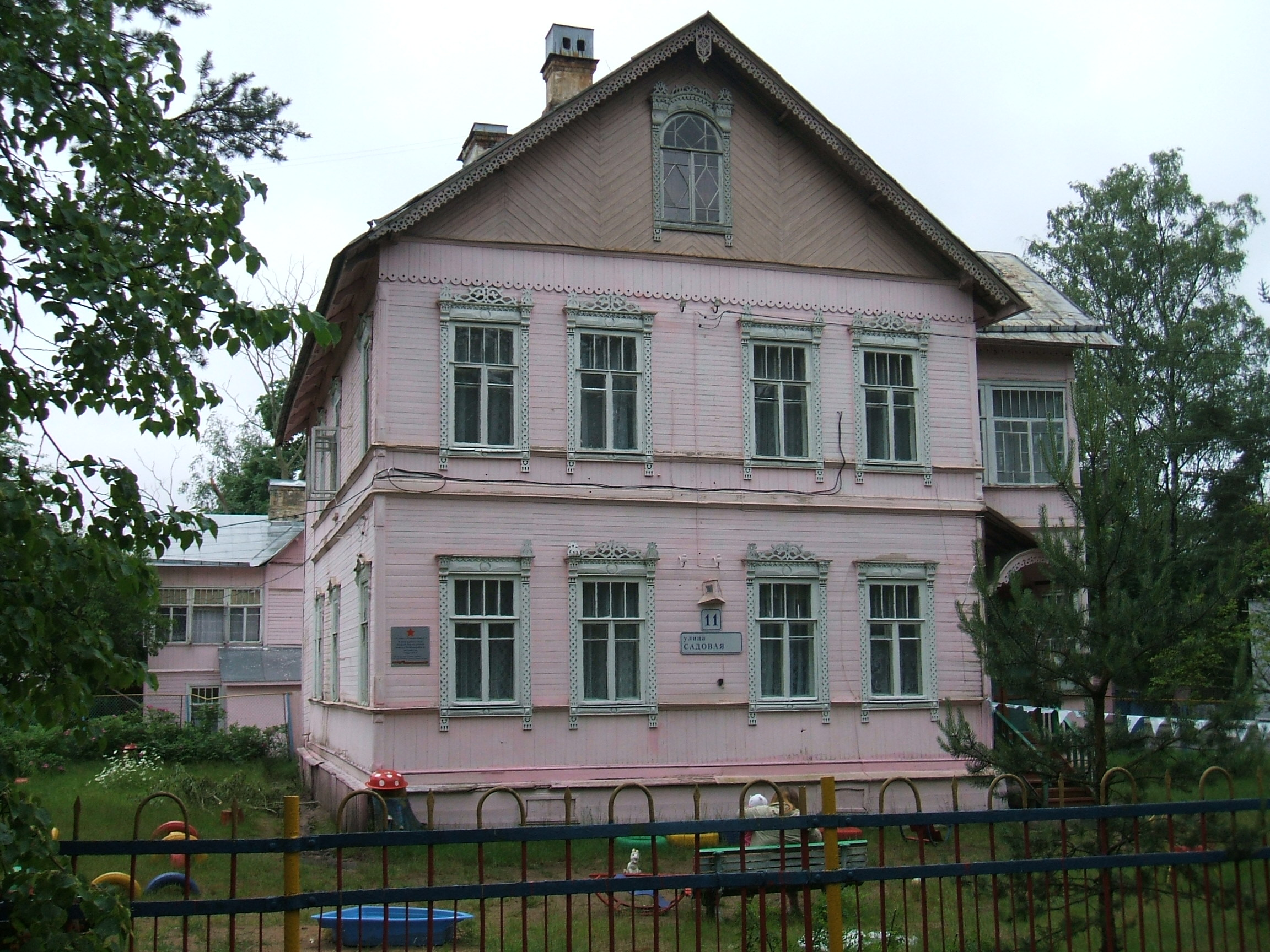
Детский сад Очаг

С благодарностью вспоминают о детском саде с названием «Очаг» его воспитанники. Пережив суровые блокадные дни 1941—1942 годов, мы зацепившиеся за жизнь, повзрослевшие в условиях военного времени. У кого погибли родители, кто сам был контужен от взрывов финских снарядов, ослабевшие, но вылечившиеся и выжившие пошли в школу. Гордились родителями-военными, прекрасно общались с оружием и боеприпасами, которые в неограниченном количестве могли найти в районе Белоострова. Чувство детского локтя, отсутствие эгоизма, дух дружбы оставили светлые воспоминания о тех годах.
Детский садик для маленьких блокадников был открыт в 1942 году на Садовой улице, 11. В годы войны в его стенах не погиб ни один ребёнок. Всех выходили воспитательницы. В память об этом 5 октября 2009 года от бывших воспитанников установлена мемориальная доска. «Садик был круглосуточный, дети жили в нём два года, а потом, после снятия блокады, их перевели на ул. Торфяную, а в садик стали привозить истощённых детей из Ленинграда. Их здесь поднимали на ноги».

В конце 1945 года в посёлке Песочный начинается индивидуальное строительство жилых зданий, которое продолжается до 1954 года.
В апреле 1954 года Песочный подчинён Сестрорецкому району Ленинграда, согласно Указу Президиума Верховного Совета РСФСР от 3 апреля 1954 г. об упразднении Парголовского района и передаче территории посёлка Песочный в городскую черту.
С 1950-х годов начинается строительство ведомственного жилого фонда. Строятся дома заводов «Ильич», «Русский дизель», Военно-морского городка. В 1960-е годы возводятся корпуса НИИ онкологии и ЦНИРРИ (Центральный научно-исследовательский рентгено-радиологический институт). В 1951 году на сессии поселкового совета было вынесено решение о переименовании улиц.
В послевоенные годы с 1949 по 1961 гг. поселковый совет возглавлял И. Жовтяк.
В 1960-е годы в посёлке Песочный проживало 17,5 тысяч жителей, а в летнее время около 30 тысяч. Летом из города в посёлок переезжали детские сады, пионерские лагеря. Большой вклад в развитие посёлка внесли его последующие руководители: В. Шабунин, И. Прошин, Н. Лапов, Л. Парамонова, А. Сидоренко, А. Калыгин.
Нынешний Песочный охватывает не только земли Графской колонии, но и территории, на которых ещё до основания дачного посёлка располагались хутора ингерманландских финнов.
В последнее воскресенье июня посёлок Песочный празднует день своего рождения, отсчёт ведётся от 1902 года. С каждым годом Песочный становится благоустроеннее, чище, уютнее.

## Население
| 1939  | 2002  | 2010  | 2012  | 2013  | 2014  | 2015  |
| ----- | ----- | ----- | ----- | ----- | ----- | ----- |
| 6633  | ↘6487 | ↗8130 | ↗8250 | ↗8335 | ↗8522 | ↗8702 |
| 2016  | 2017  | 2018  | 2019  | 2020  | 2021  | 2023  |
| ↗8855 | ↗8940 | ↗8980 | ↗8995 | ↗9079 | ↗9564 | ↗9860 |
| 2025  |       |       |       |       |       |       |
| ↗9977 |       |       |       |       |       |       |

## Границы посёлка Песочный

Граница м\о: Песочный, Сертолово, Парголово

Граница проходит: от точки пересечения (фото 1) границы Всеволожского района Ленинградской области с западной границей квартала 38 Песочинского лесничества, в месте железнодорожного переезда на автодороге Белоостров — Песочная граница идёт в восточном направлении, пересекает земли Морозовского военного лесхоза и идёт на восток по лесам Сертоловского полигона до северных границ посёлка Песочный, пересекает реку Чёрную и Сертоловский ручей и идёт до автодороги Песочный — Сертолово (улица Советская), далее в восточном направлении до пересечения с линией высоковольтной (фото 2)электросети к онкологическому институту, так что Песочнинское кладбище и очистные сооружения остаются в Сертолово Ленинградской области, затем граница идёт по северной и восточной границам территории НИИ рентгенорадиологии (фото 3 — 5), включая её в границы Санкт-Петербурга, до железнодорожной ветки Левашово — Сертолово, по северной стороне полосы отвода (фото 6.) которой идёт на юг до Ленинградской улицы посёлка Песочный (фото 7-9). Далее граница проходит на запад 670 м по оси Ленинградской улицы до института онкологии имени Н. Н. Петрова (фото 9), где проходит граница с м/о «Парголово» (фото 10). Далее граница идёт на юго-запад до продолжения западной границы садоводства «Гипроникель» (фото 11), далее на юг по западной границе садоводства «Гипроникель», так что садоводство остаётся за границей посёлка Песочный до северной стороны полосы отвода Выборгского направления железной дороги, далее на северо-запад 2100 м по северной стороне полосы отвода Выборгского направления железной дороги до восточной границы квартала 15 Песочинского лесничества, и от памятника архитектуры по ул. Железнодорожной 14 (фото 12) далее на юг, оставляя озёра зоны отдыха п. Песочный (фото 13) в составе Песочной по восточной и южной границе квартала 15 Песочинского лесничества до реки Чёрной, далее на юго-запад по оси реки Чёрной до восточной границы квартала 35 Сестрорецкого лесничества, далее на юг по восточной границе квартала 35 Сестрорецкого лесничества и 40 м по продолжению границы указанного квартала до берега Глухого озера, где сходятся границы с городом Сестрорецком и Выборгским районом Санкт-Петербурга, далее на запад 250 м по северному берегу Глухого озера до восточной границы территории института (фото 14) электроизмерительных приборов, далее на север и запад по восточной и северной границам территории института электроизмерительных приборов до дороги, далее на запад по оси дороги (фото 15) и 100 м по её продолжению до берега озера Сестрорецкий Разлив, далее на север по берегу озера Сестрорецкий Разлив (фото 16) до реки Чёрной, далее на север по оси реки Чёрной по границе с п. Белоостров до западной границы квартала 43 Песочинского лесничества, далее на север по западной границе кварталов 43, 41 и 38 Песочинского лесничества до пересечения с границей (фото 1) Всеволожского района Ленинградской области.
По состоянию на 2013 год границы п. Песочный увеличены за счёт земель Ленинградской области (г. Сертолово). Включены Песоченское кладбище и некоторые жилые, бывшие военные городки Сертолово. Точные границы обозначены на карте границ муниципальных образований (см. выше).

Фотогалерея на границах муниципального образования посёлок Песочный
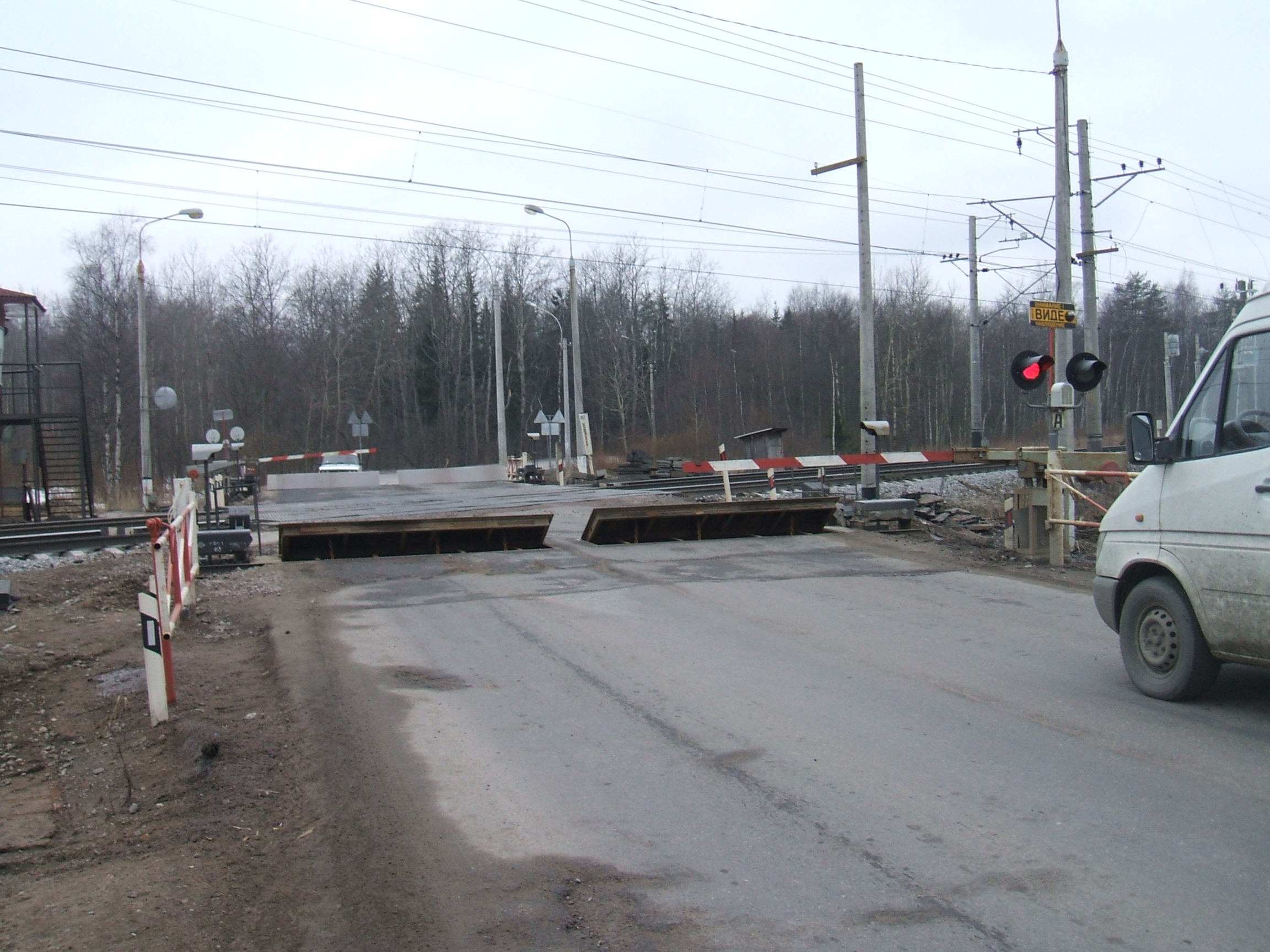
1.Жел.дорога Белоостров — Песочная
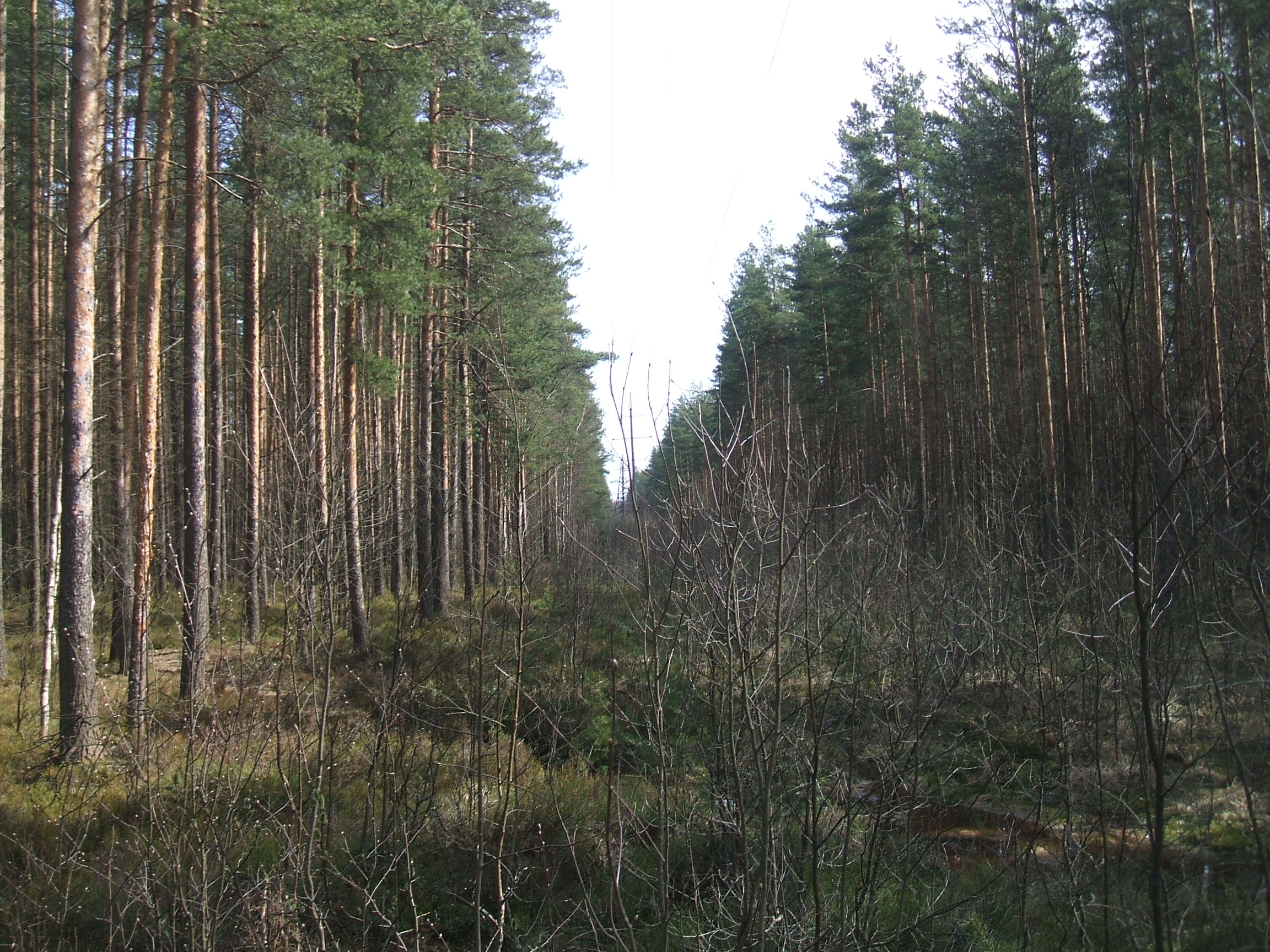
2.Просека ЛЭП за кладбищем
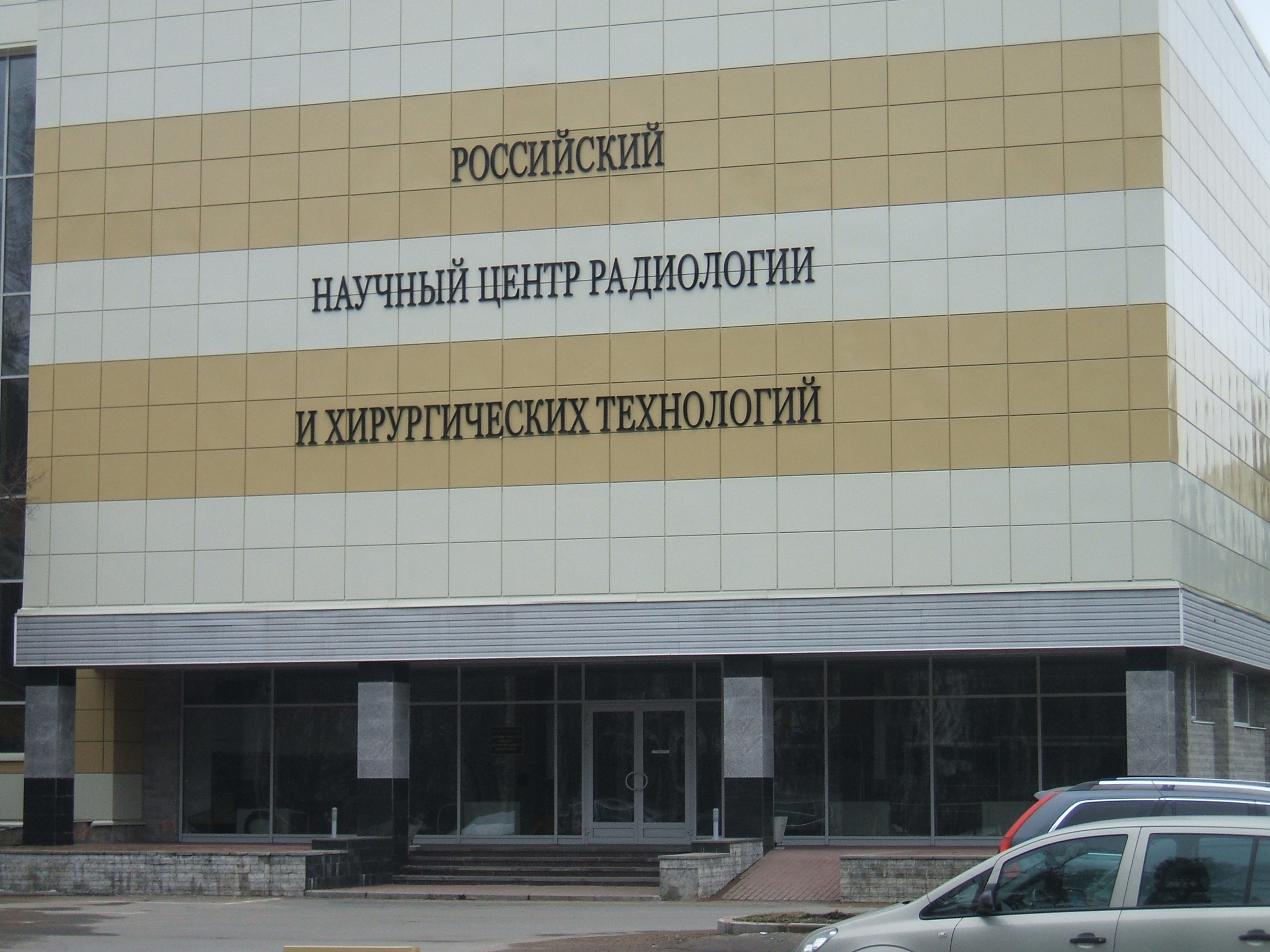
3.Институт радиологии
4.Часовня при институте
5.Название часовни
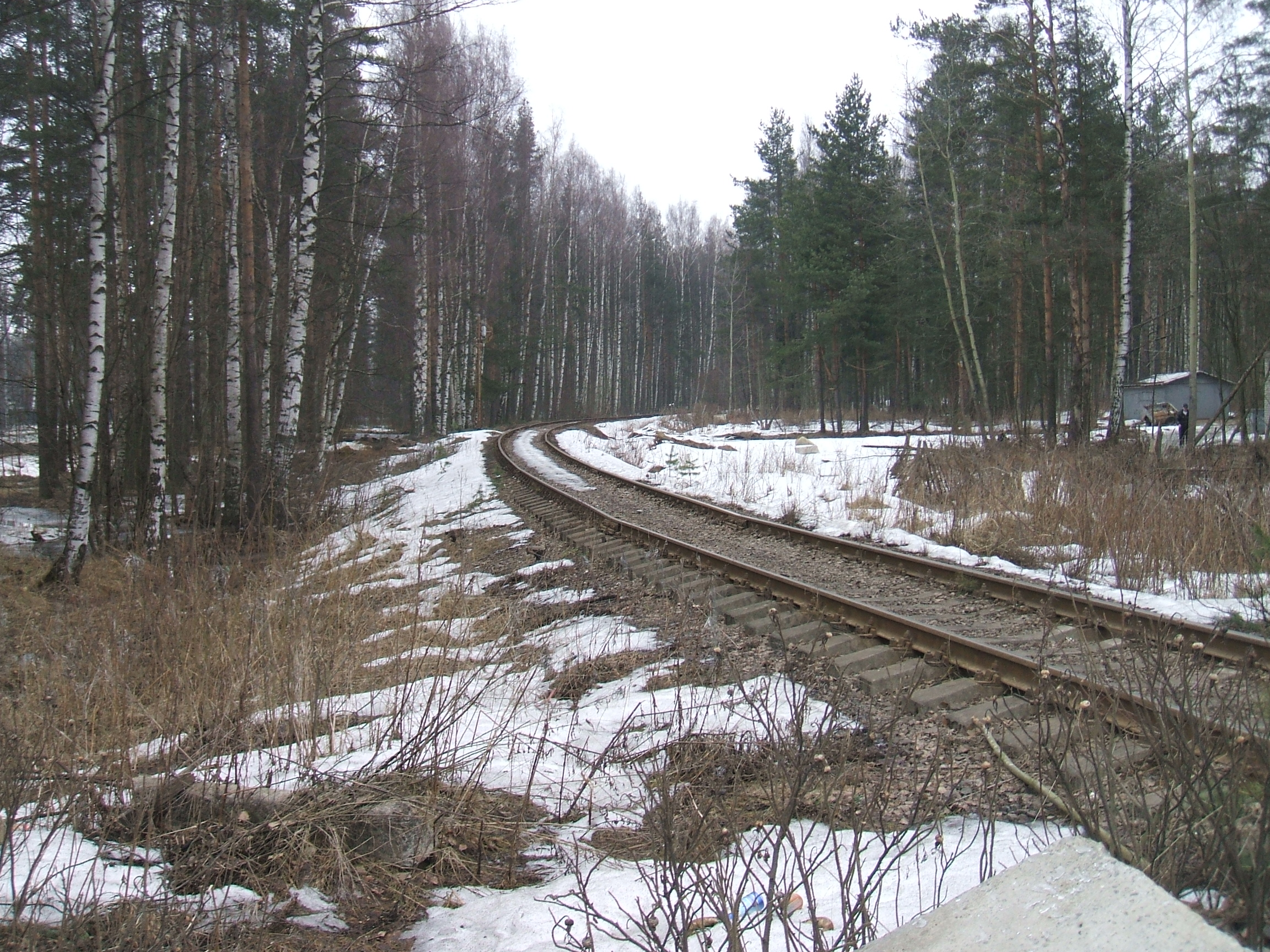
6.Дорога в Сертолово
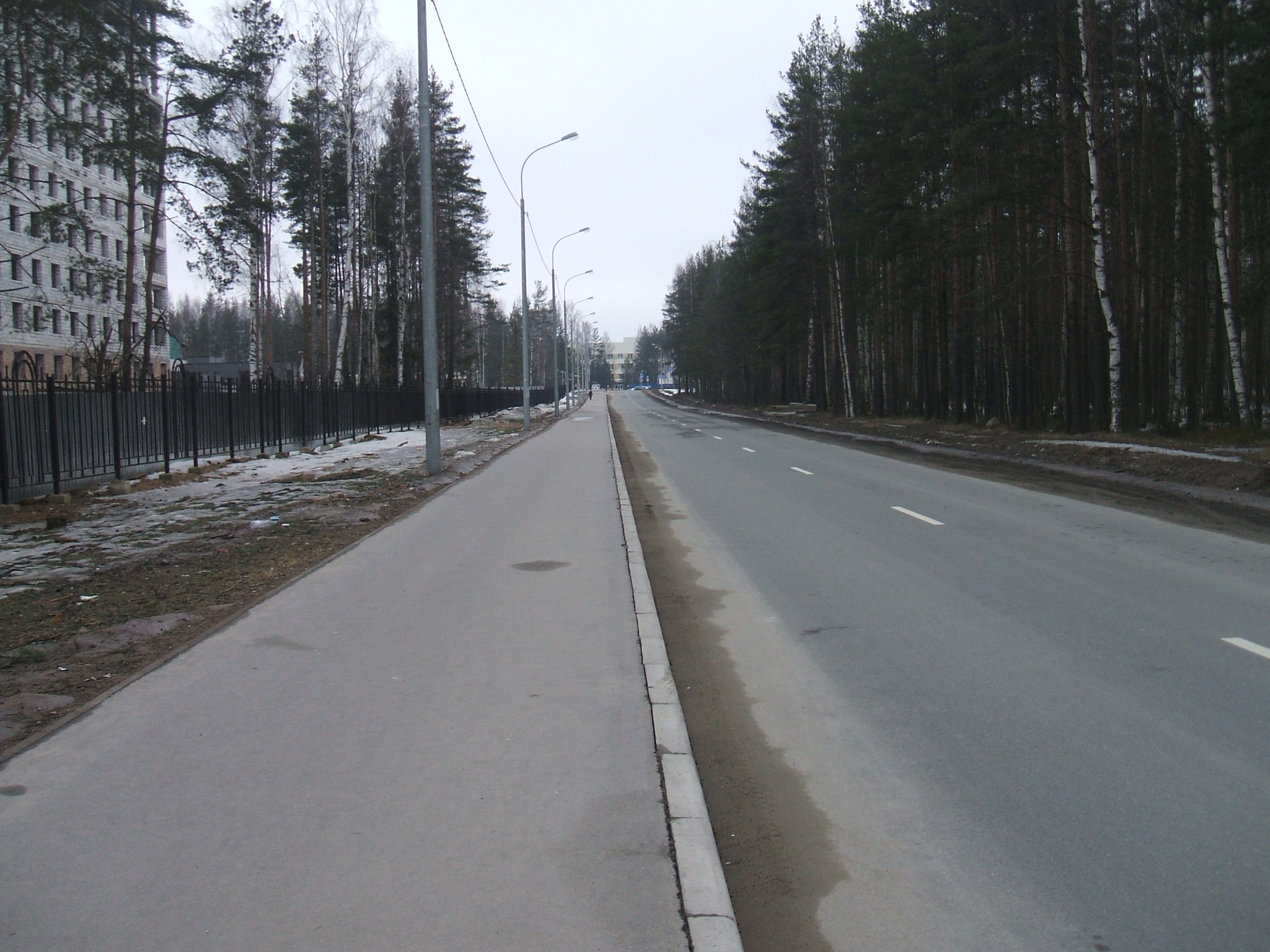
7.Дорога в РНЦРХТ
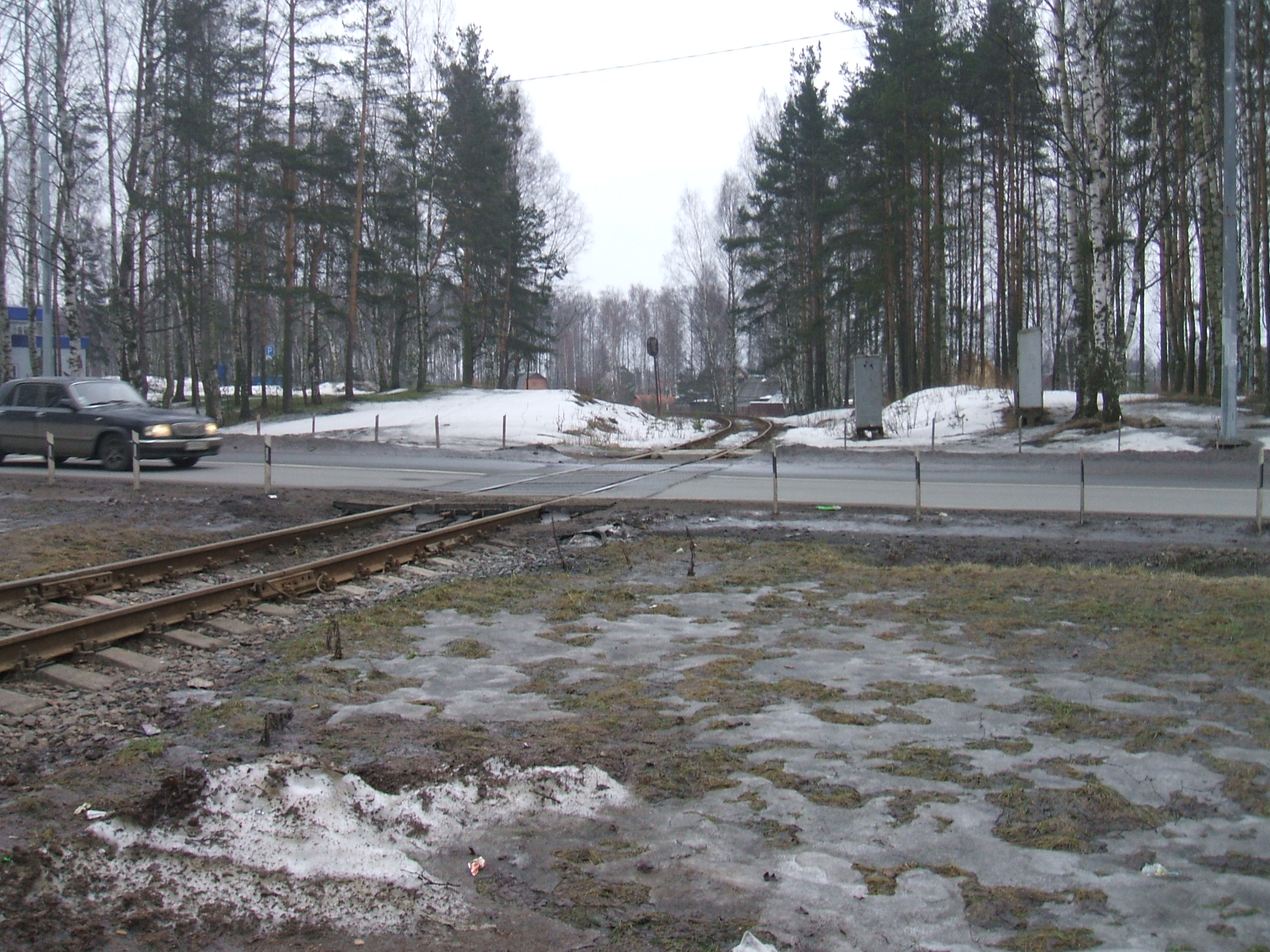
8.Ленинградская улица
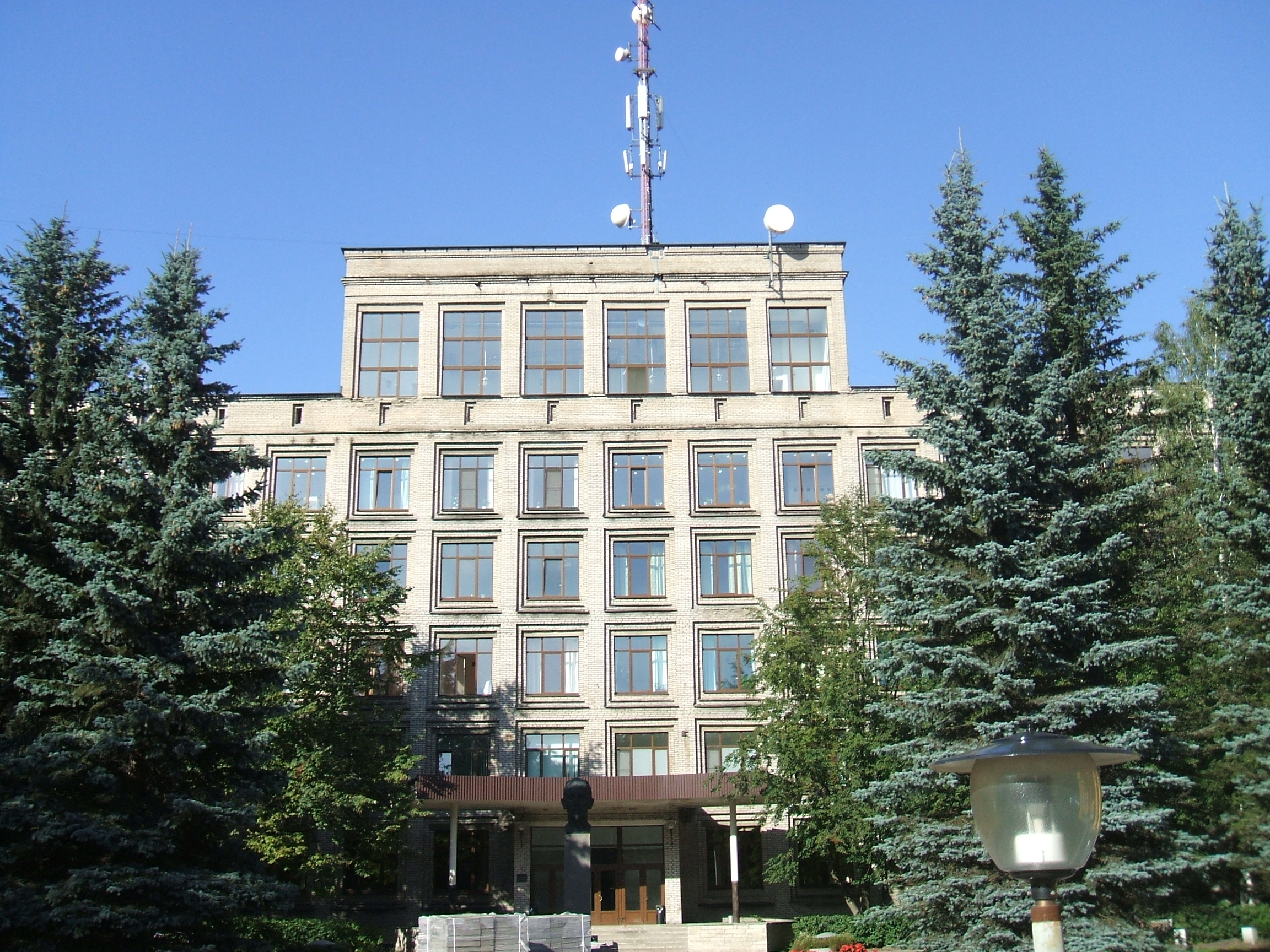
9.Институт онкологии
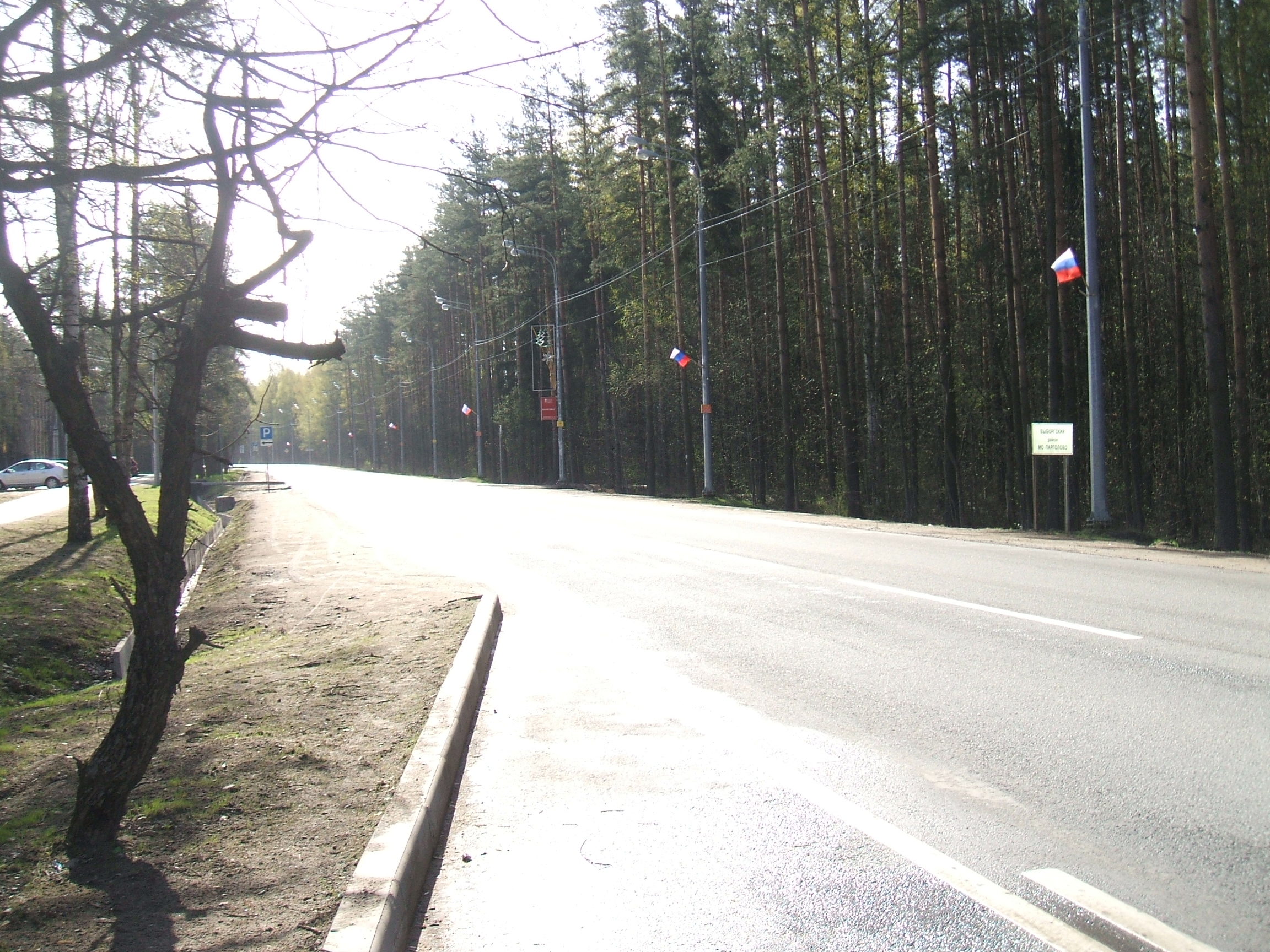
10.На границе с м/о Парголово
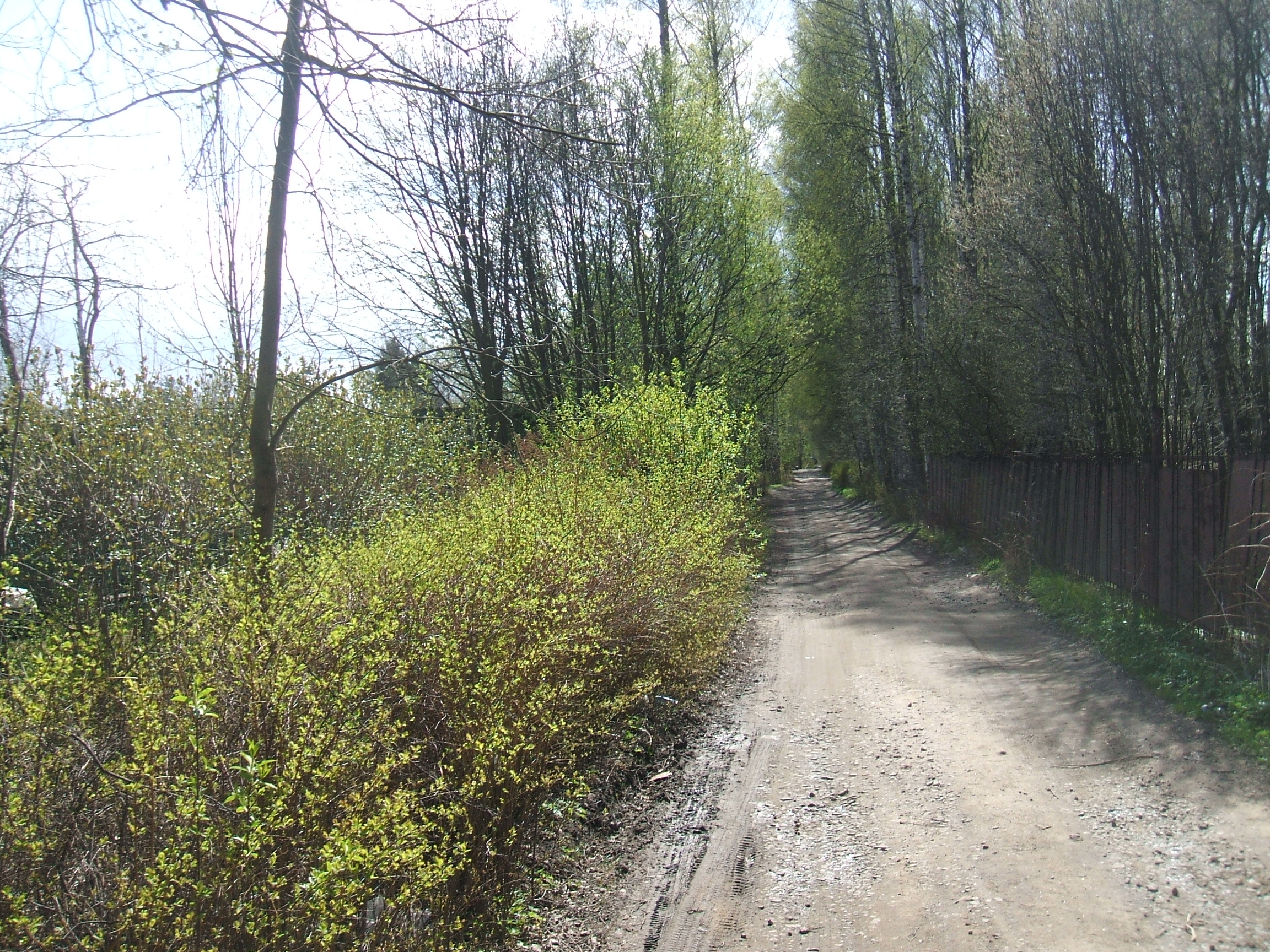
11.Садоводство «Гипроникель»
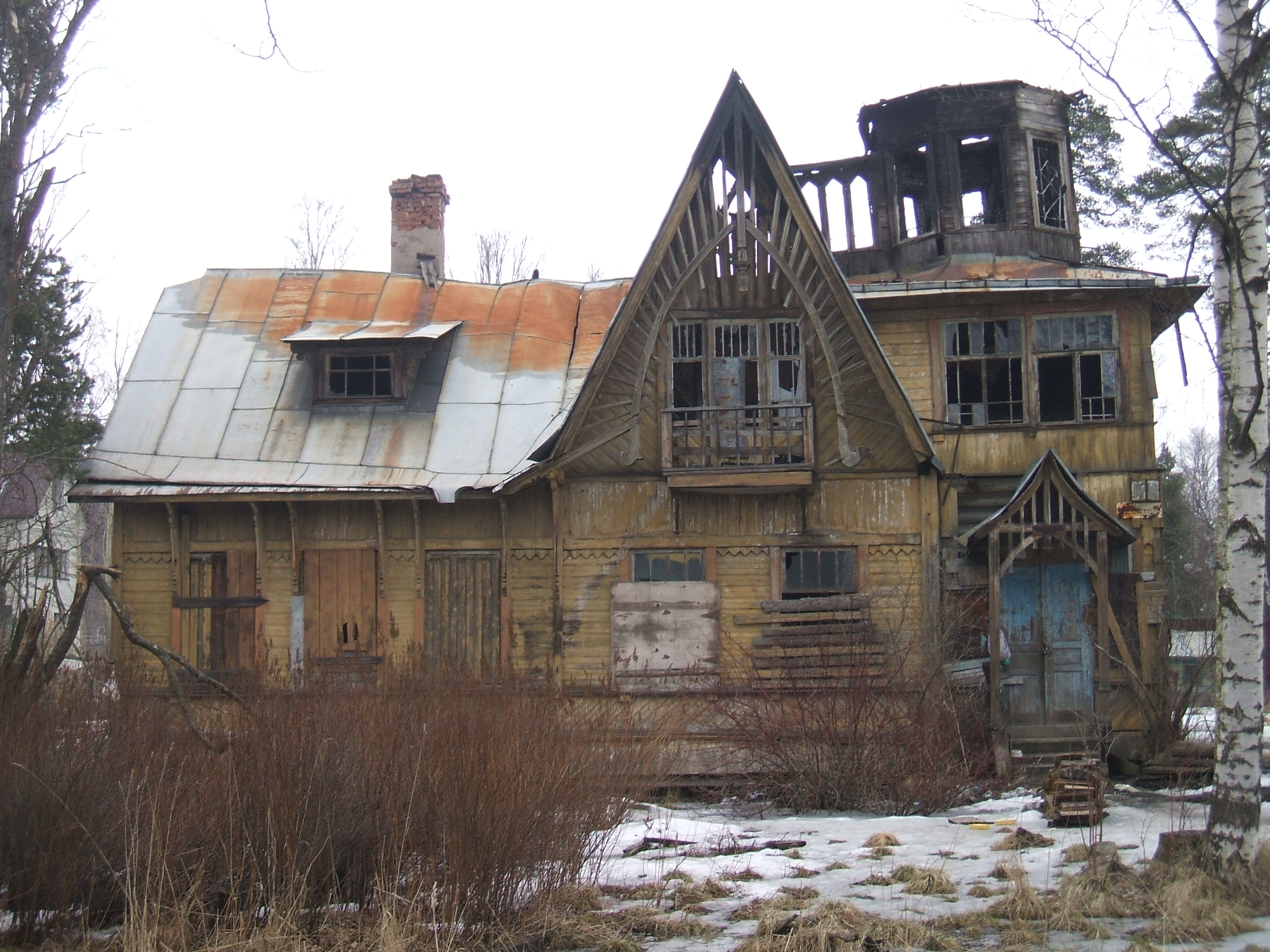
12.Памятник архитектуры, Железнодорожная ул., д. 14
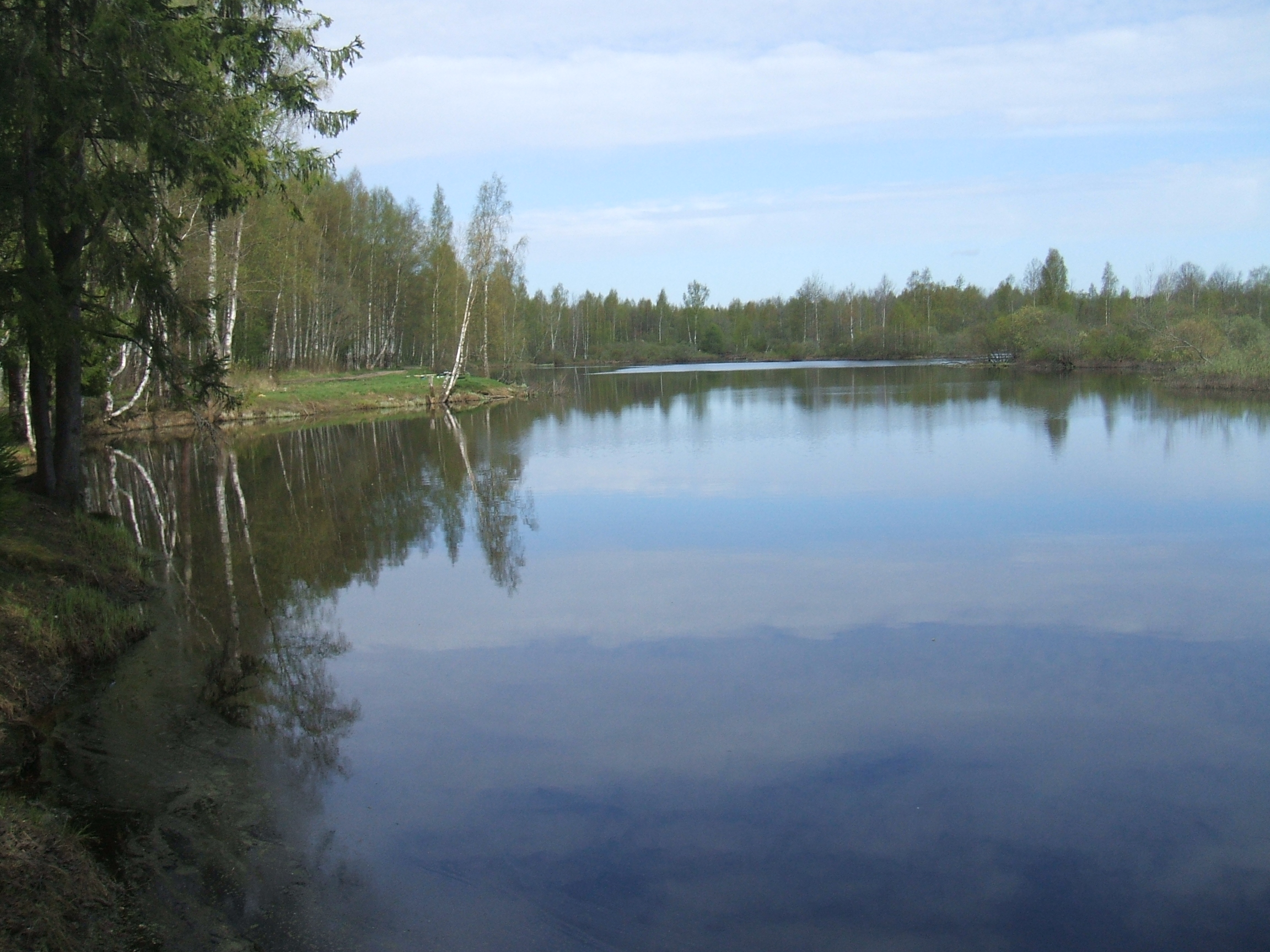
13.Зона отдыха Песочного
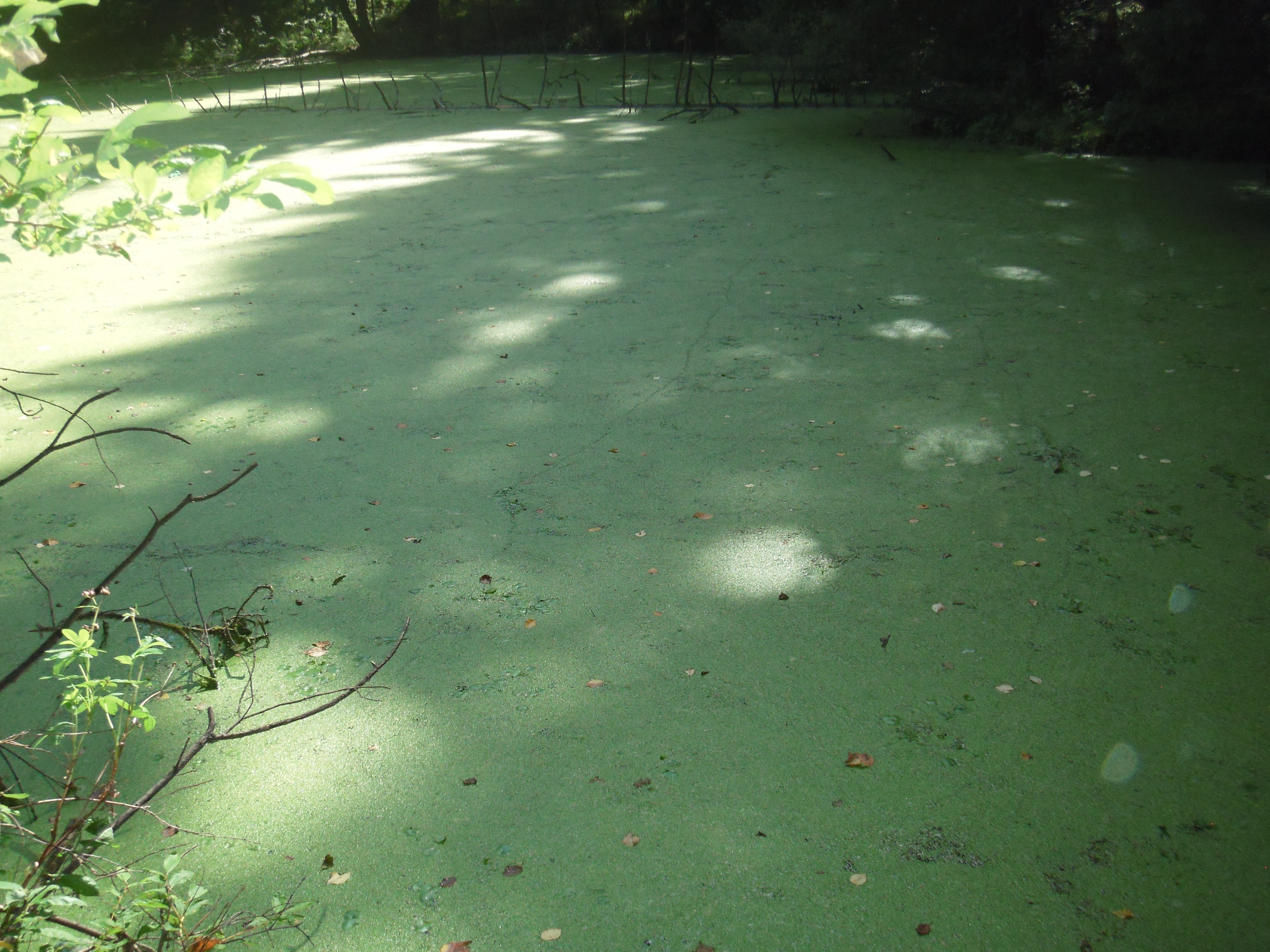
14.Бывшие карьеры глины кирпичного завода
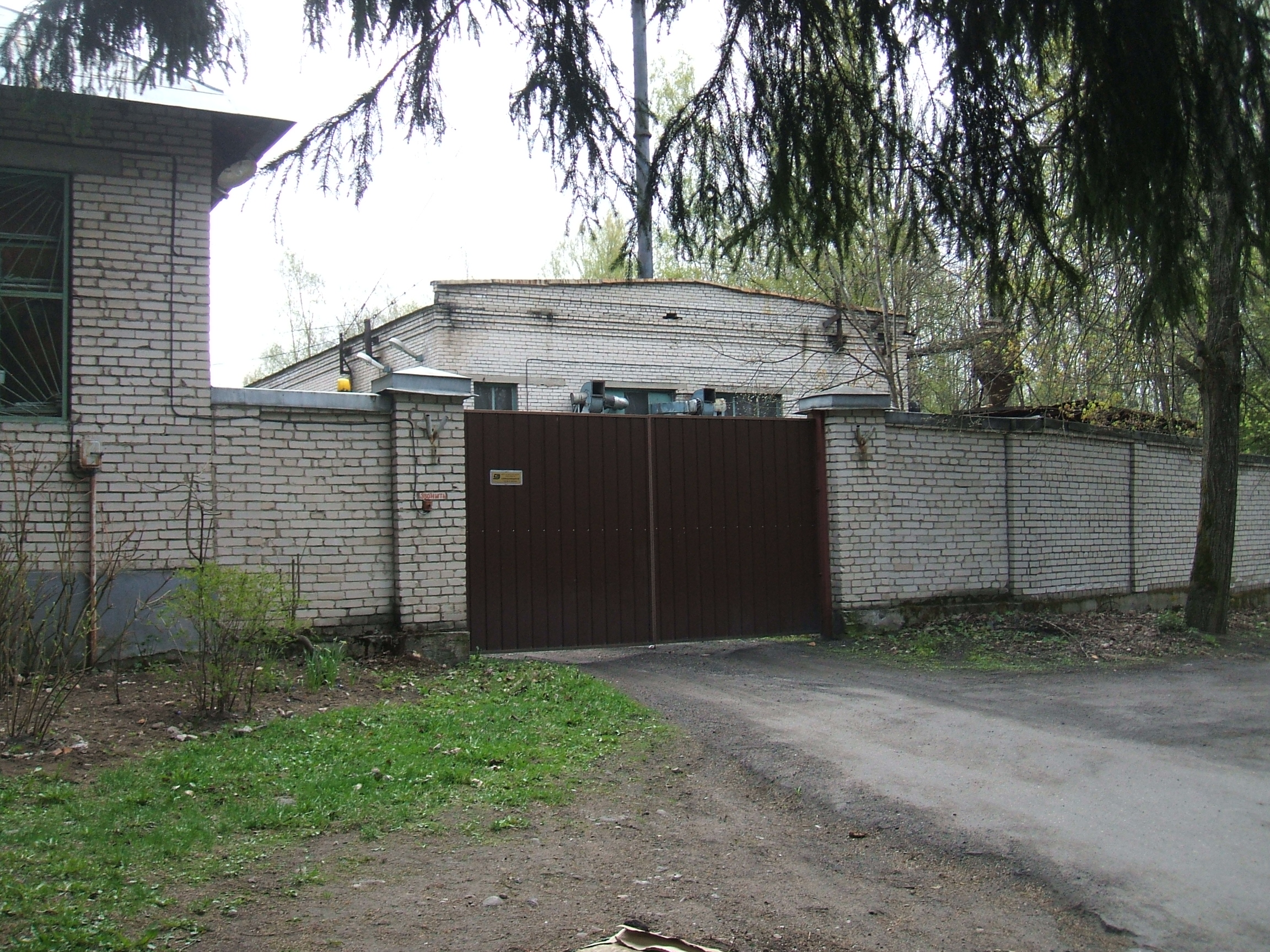
15.Институт. Отель "Лагуна"
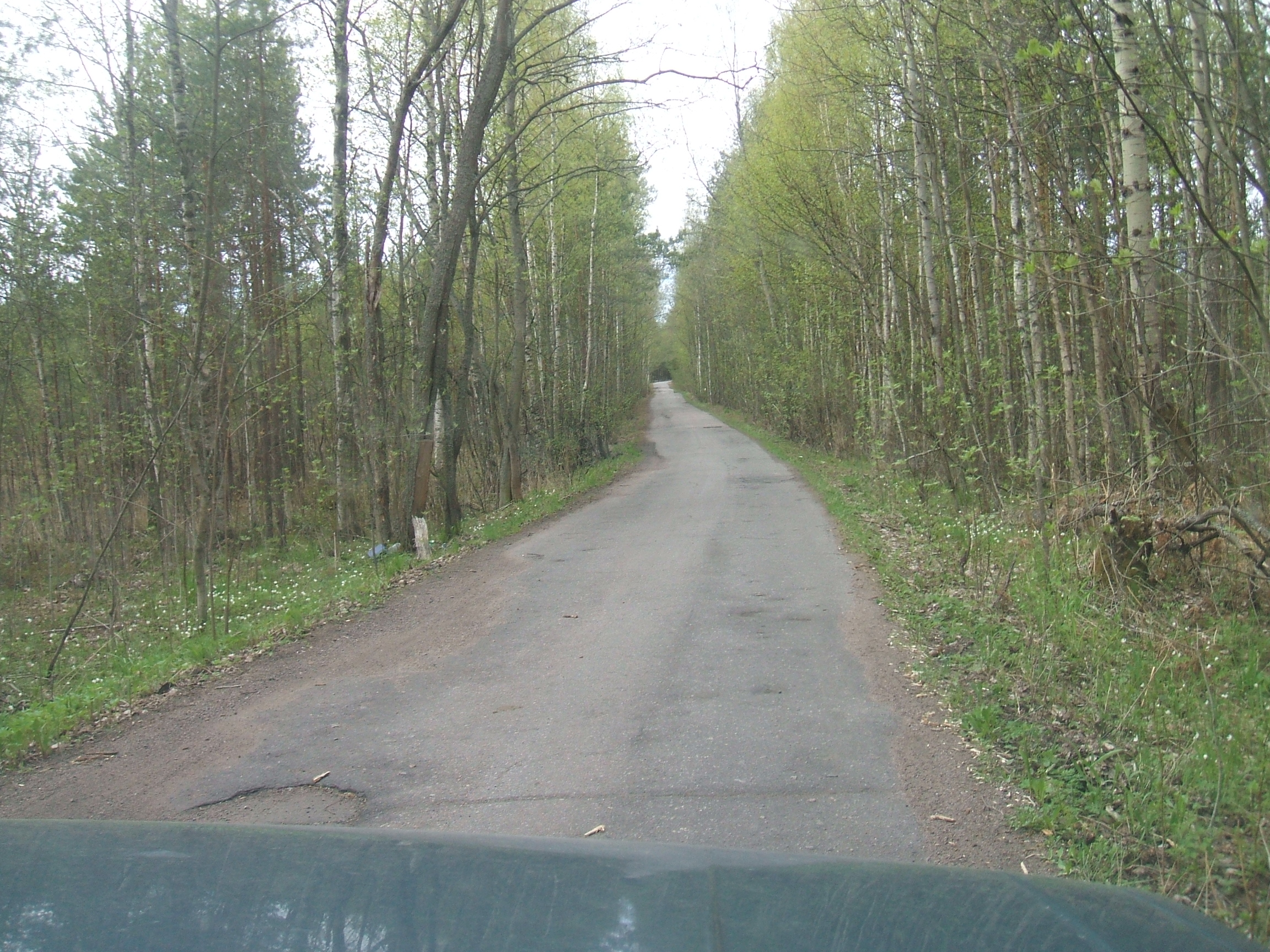
16.Дорога к Сестрорецкому Разливу
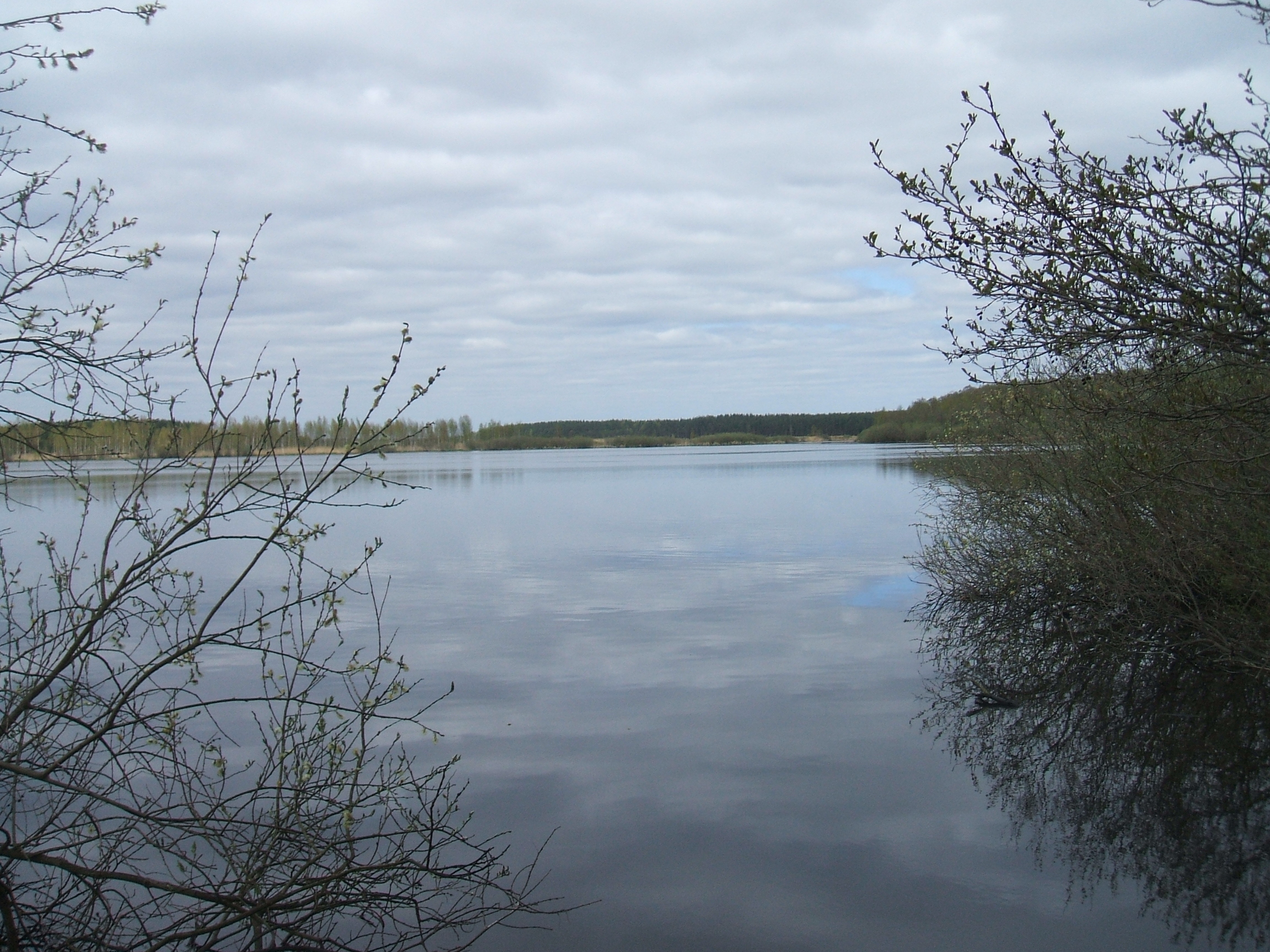
17.Залив Чёрной речки

## Современность
С 1996 года посёлок Песочный имеет статус муниципального образования «посёлок Песочный». В последние выходные июня отмечается День посёлка Песочный.
Дата приурочена к принятию плана Строительного отделения Санкт-Петербургского Губернского правления на землях графини Левашовой, княгини Вяземской и графа Стейнбока-Фермора организации дачного поселения со звучным названием «Графское».

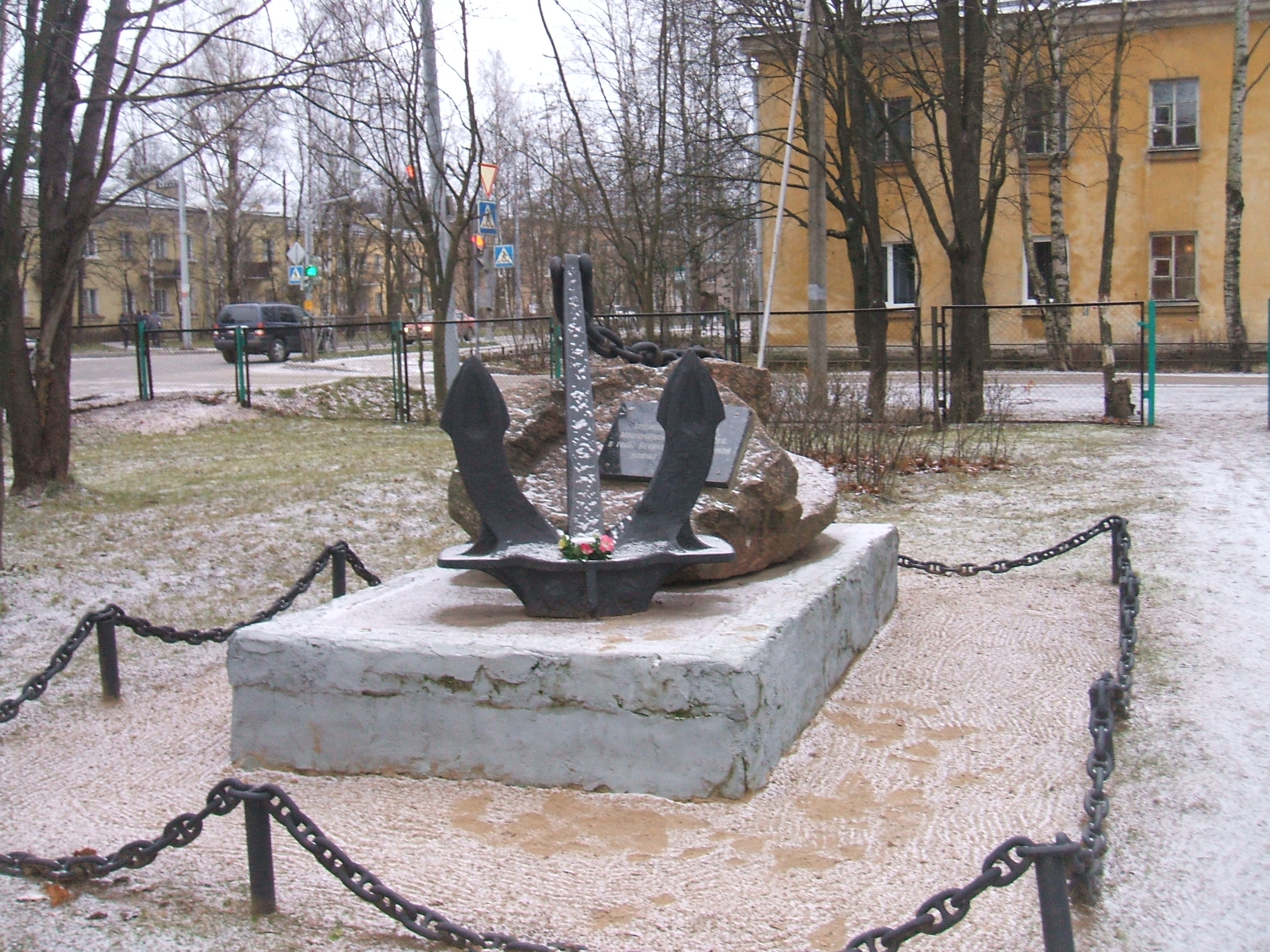
Школа 437. Памяти Моондзуна.

Посёлок Песочный и по сей день является благоустроенным посёлком дачного типа, посёлком высокой культуры, местом отдыха петербуржцев.
Сейчас в Песочном находятся:
- Многопрофильная Онкологическая клиника МИБС (Центр радиохирургии и лучевой терапии, Центр хирургии, Центр химиотерапии, Центр морфологической диагностики)[28].
- Научный городок Научно-исследовательского института онкологии им. проф. Н. Н. Петрова Минздравсоцразвития и Российский научный центр радиологии и хирургических технологий (бывший ЦНИРРИ).
- ГБУЗ «Санкт-Петербургский клинический научно-практический центр специализированных видов медицинской помощи (онкологический) имени Н. П. Напалкова»
- Храм преподобного Серафима Саровского.
- На местном кладбище находится братская могила воинов погибших в годы Великой Отечественной войны 1941—1945 гг., памятник жертв Блокадного Ленинграда, могилы Героев Советского Союза, являющиеся памятниками Культурно-исторического наследия Курортного района г. Санкт-Петербурга.

По адресу ул. Советская, 15, располагался деревянный дом купца Петра Масалева 1910 года постройки. Здание снесли в конце мая 2022-го. Снос здания вошёл в обвинительную часть уголовного дела, возбуждённого по требованию Александра Бастрыкина в отношении сотрудников КГИОП, регулярно «отдающих» под снос исторические здания.

## Социальная инфраструктура посёлка
Посёлок имеет необходимый для комфортного проживания набор социальных услуг населению. Есть баня, библиотека, дом культуры, две школы с новыми стадионами с искусственным покрытием, полиция, пожарная часть, компактно расположены поликлиника, больница, скорая помощь 03, аптека. Возле железнодорожной платформы находится почта, муниципальный совет и диспетчерская автобусного движения через посёлок.

Объекты
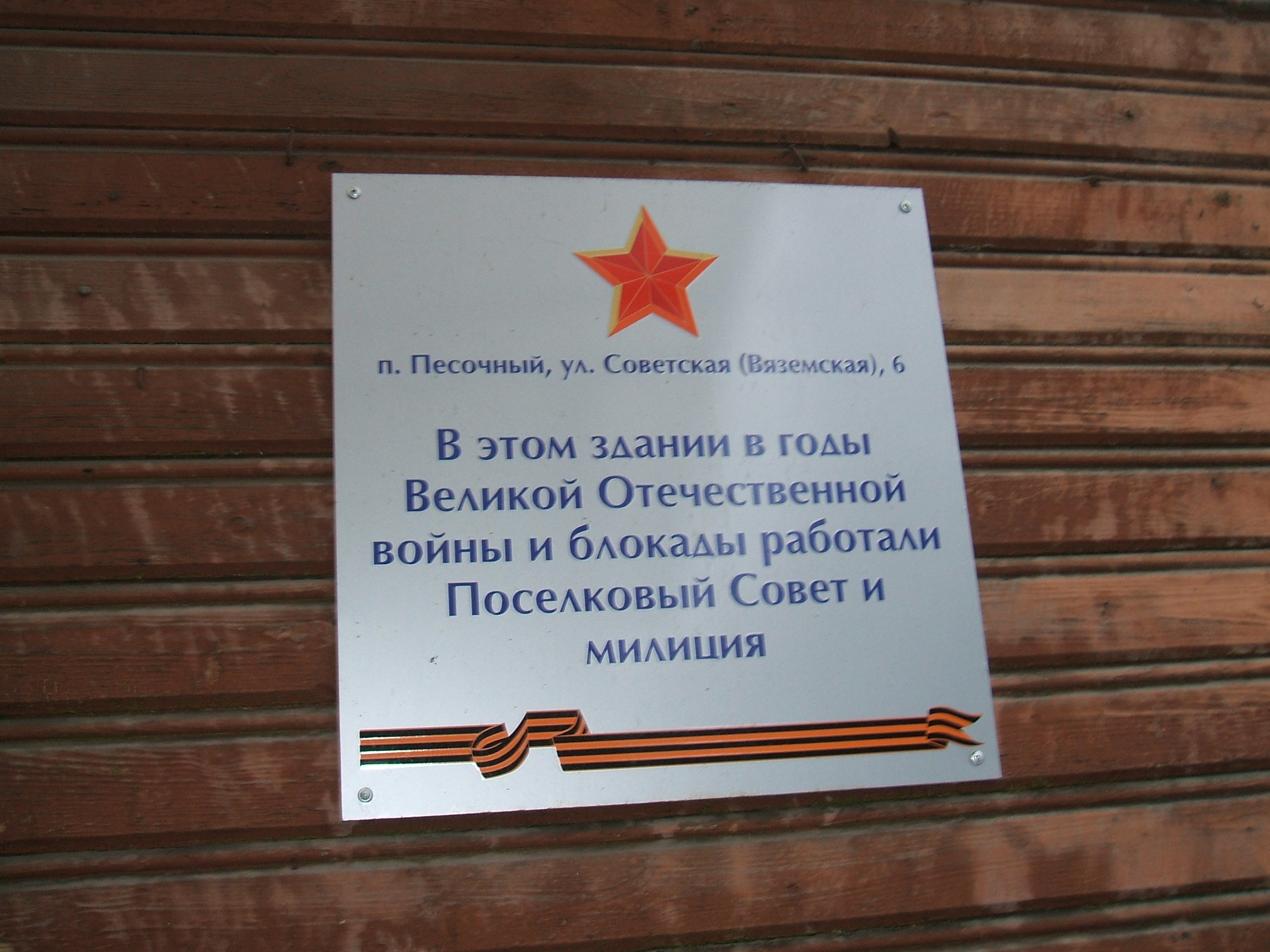
Муниципальный Совет во время Великой Отечественной войны
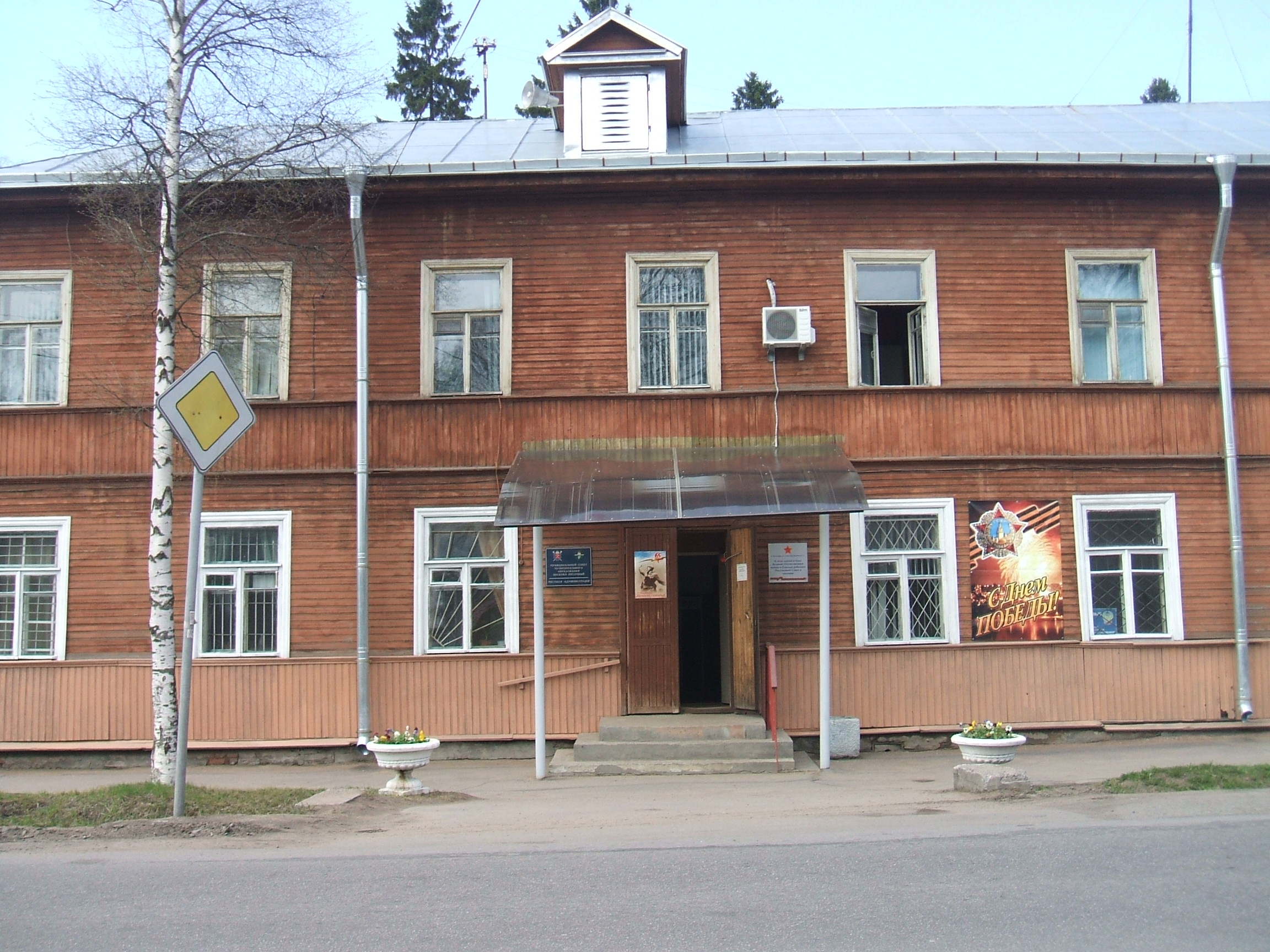
Муниципальный Совет
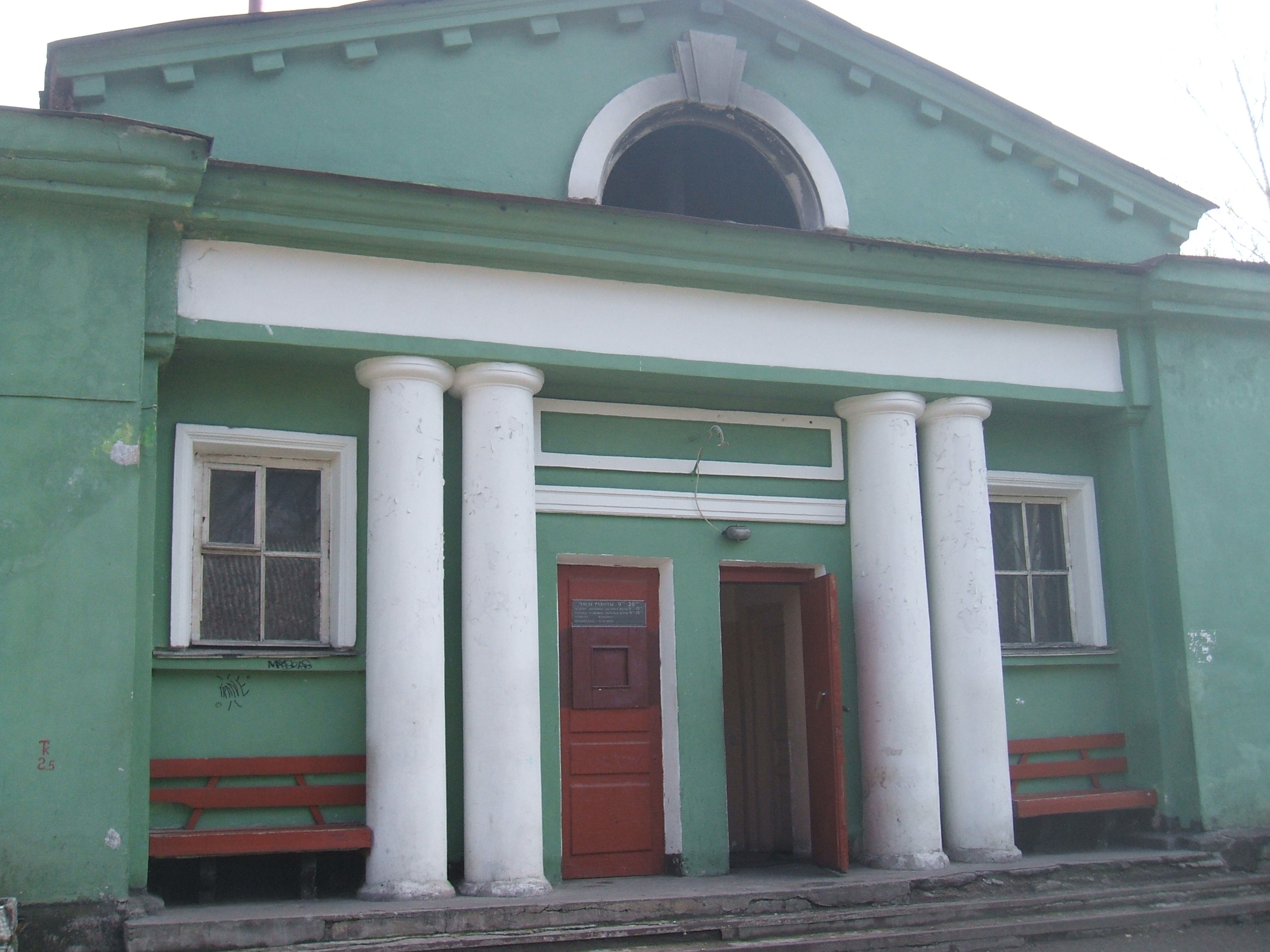
Баня
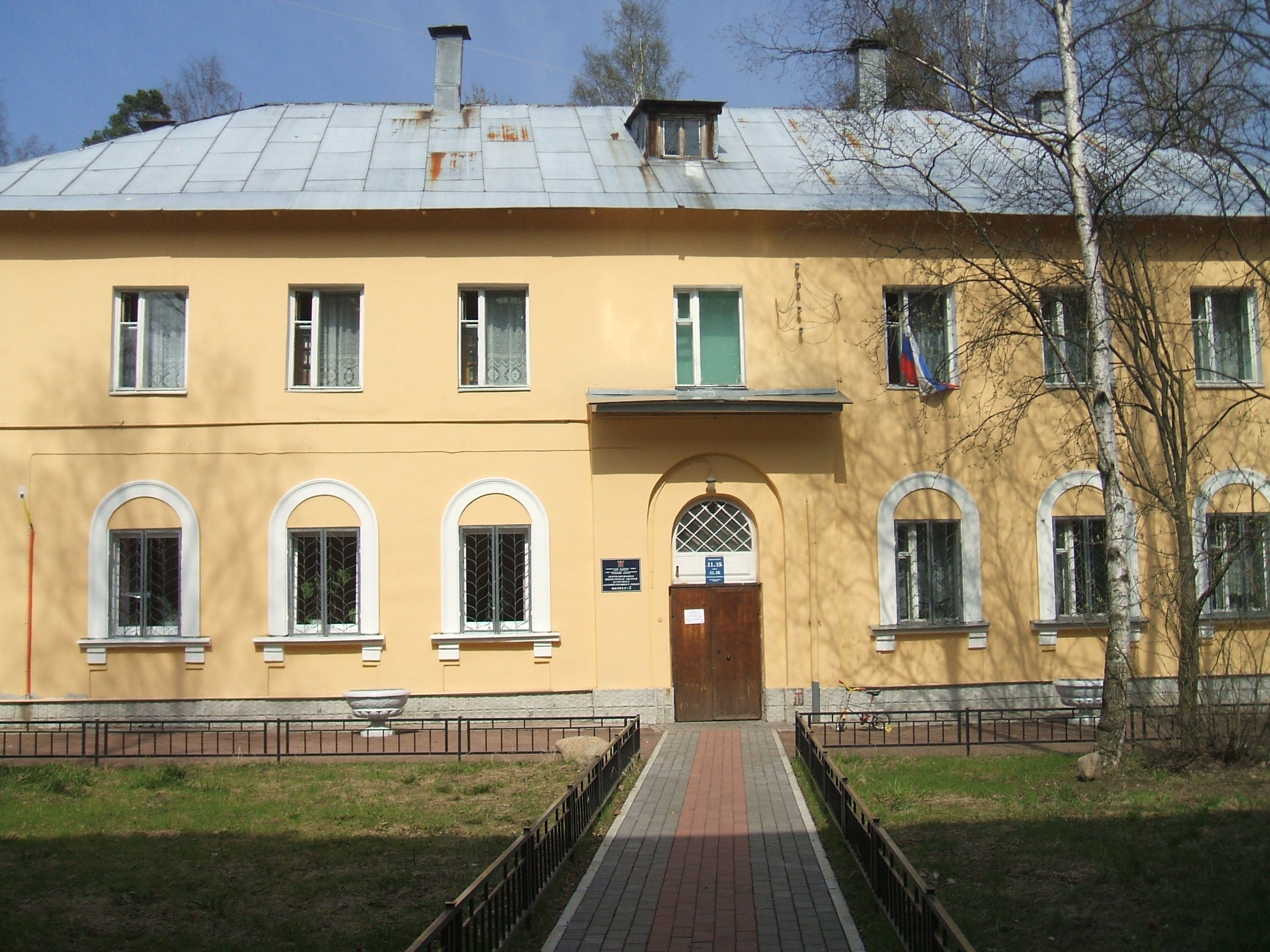
Библиотека
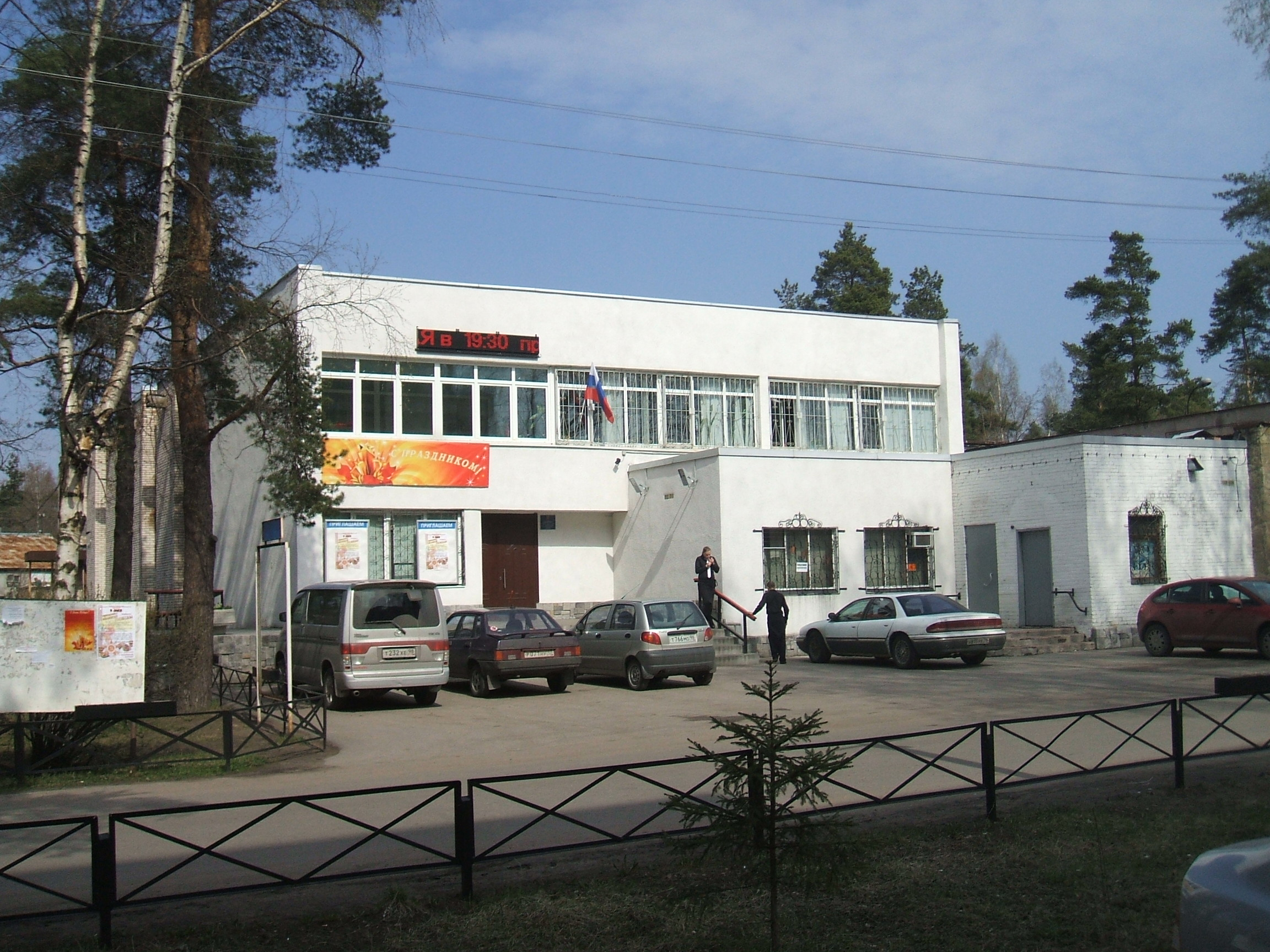
Дом культуры
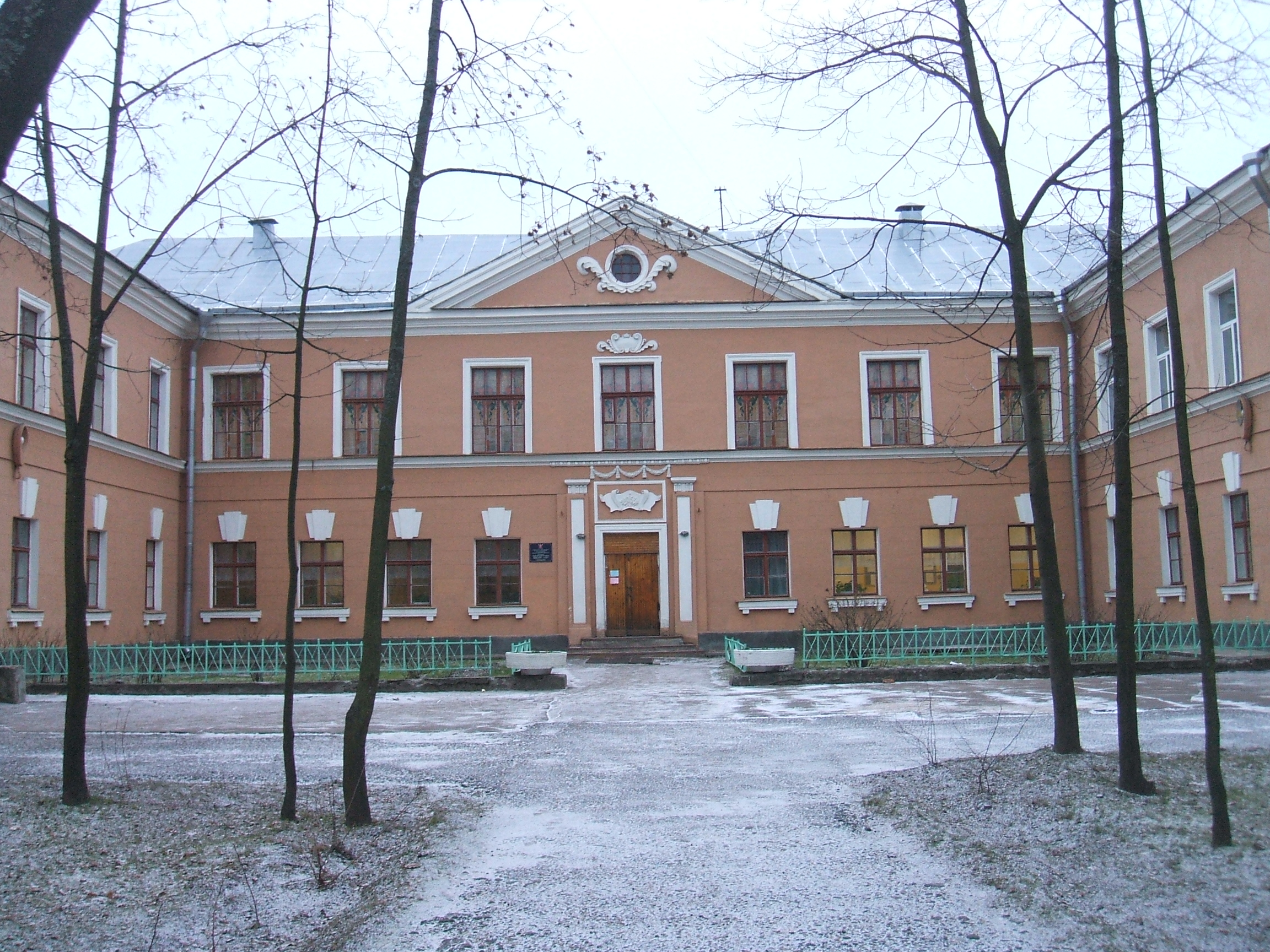
437 школа
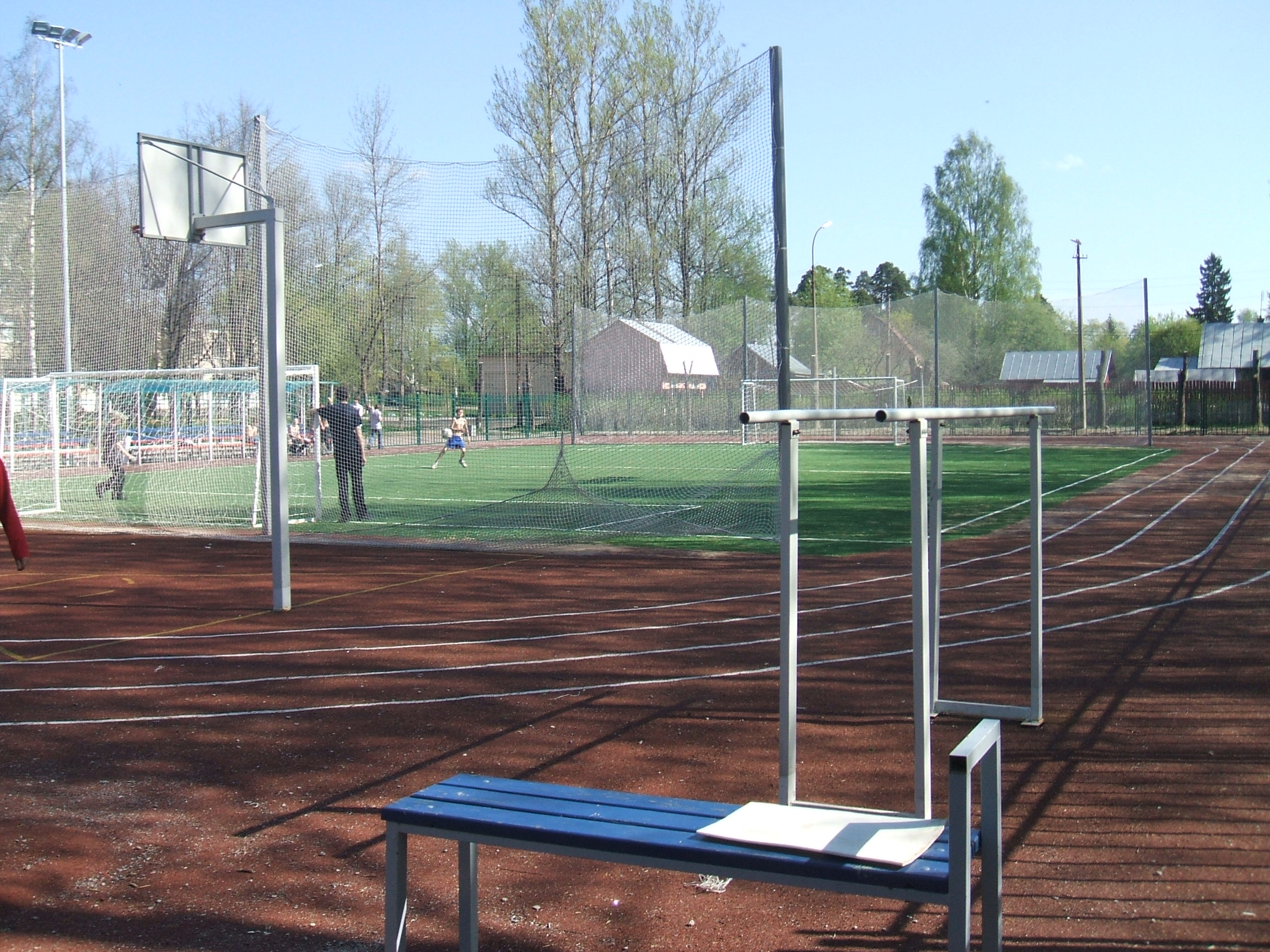
Стадион 466 школы
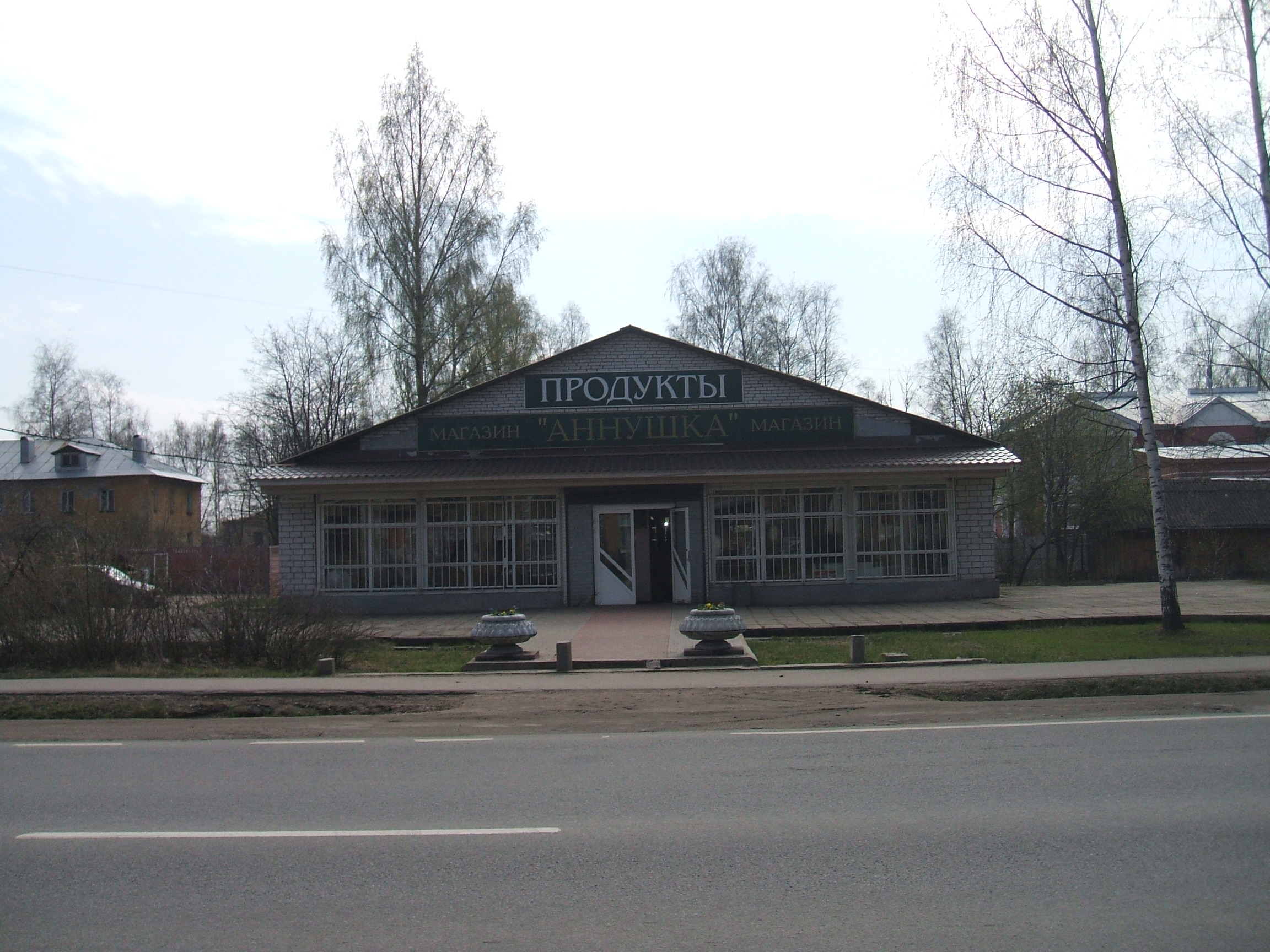
Магазин
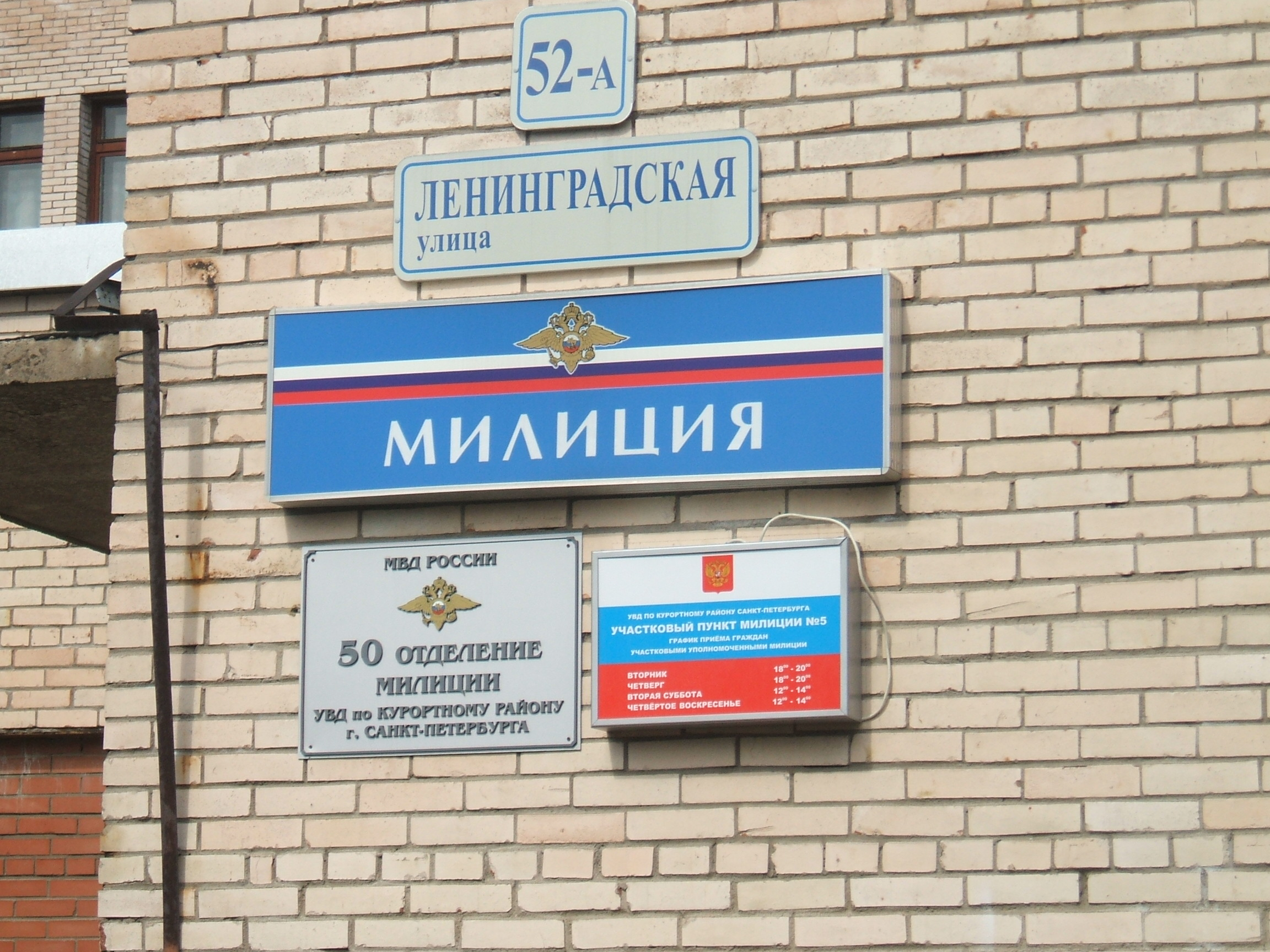
Милиция
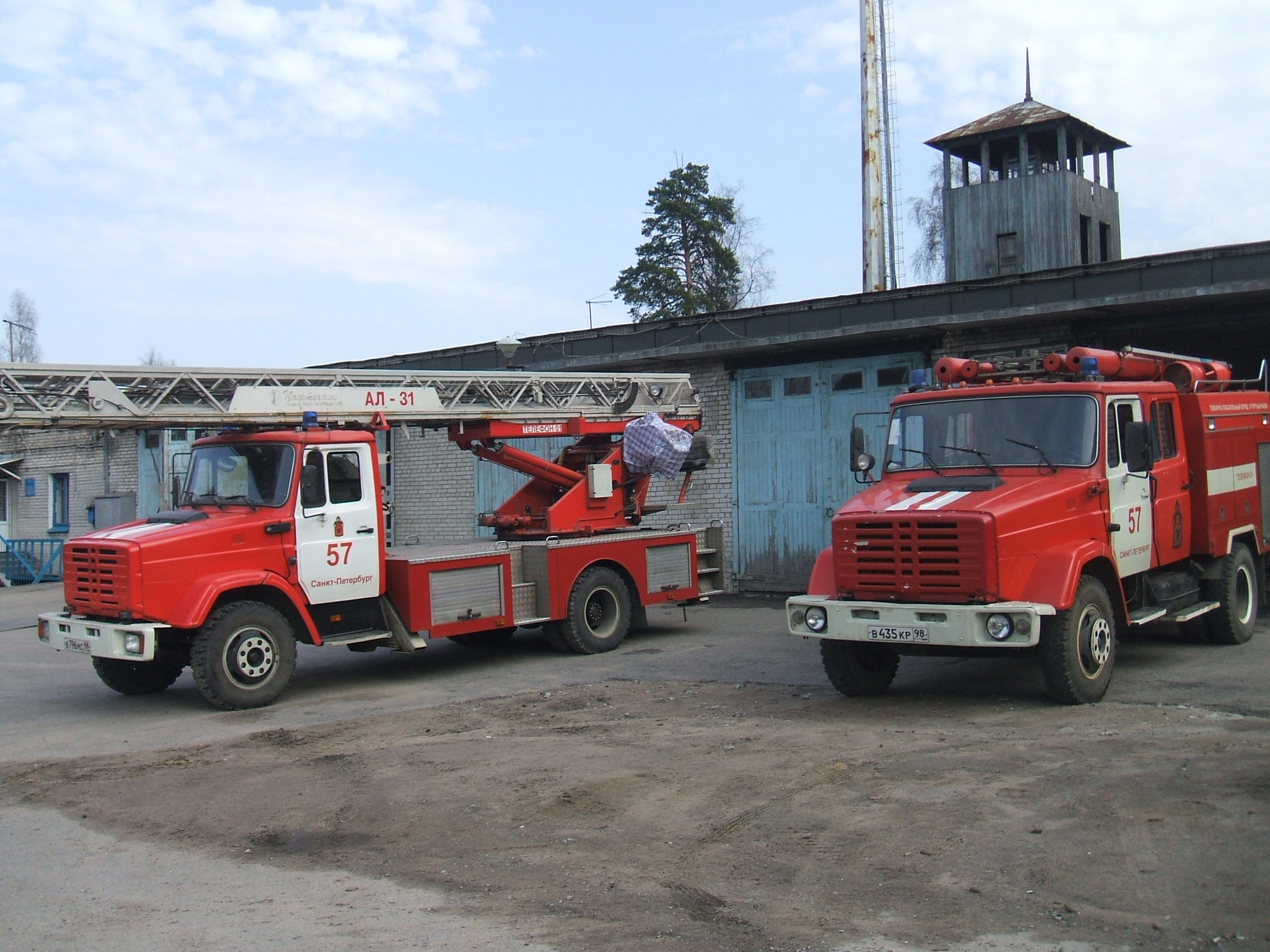
Пожарная часть
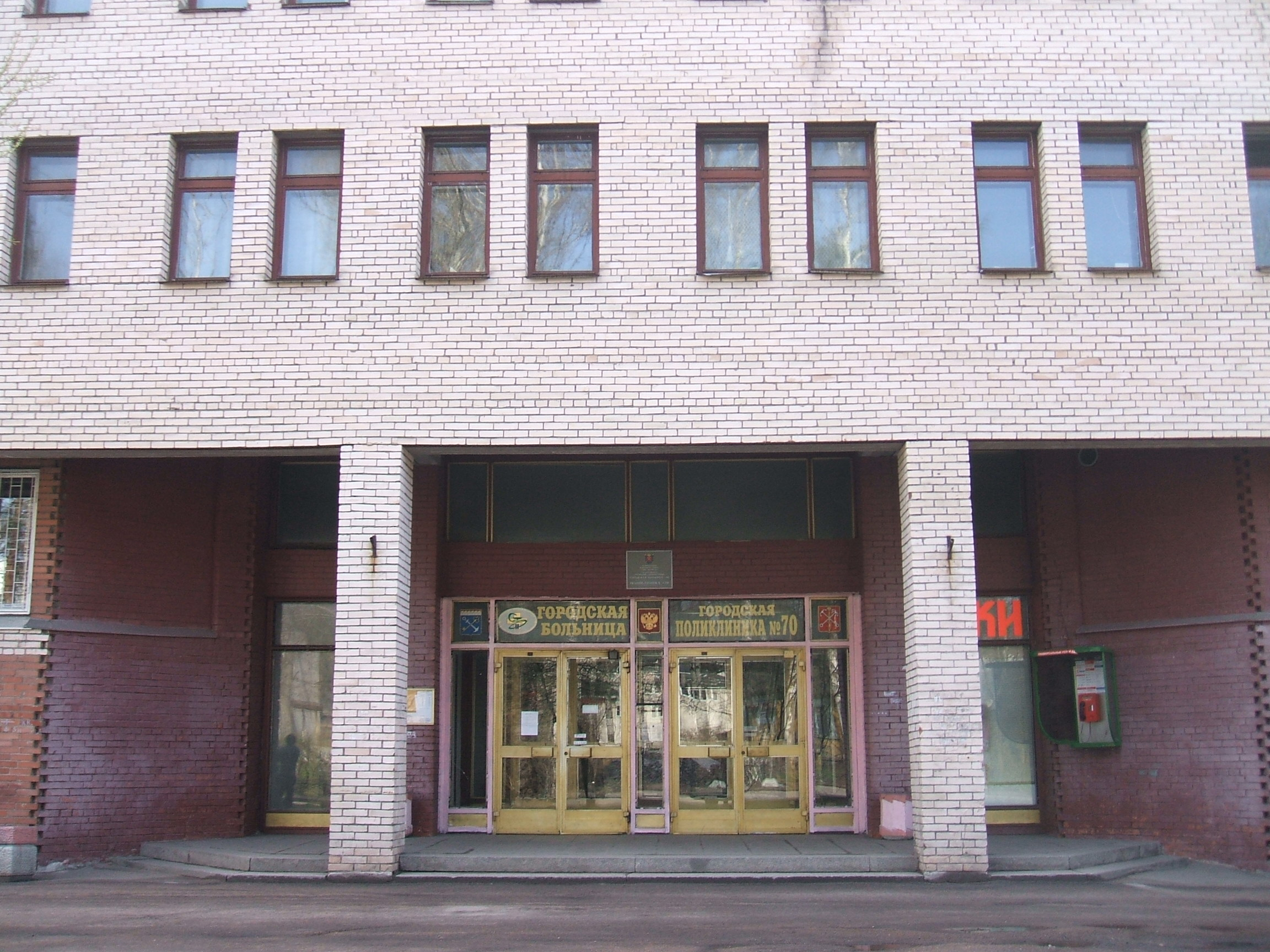
Поликлиника и больница
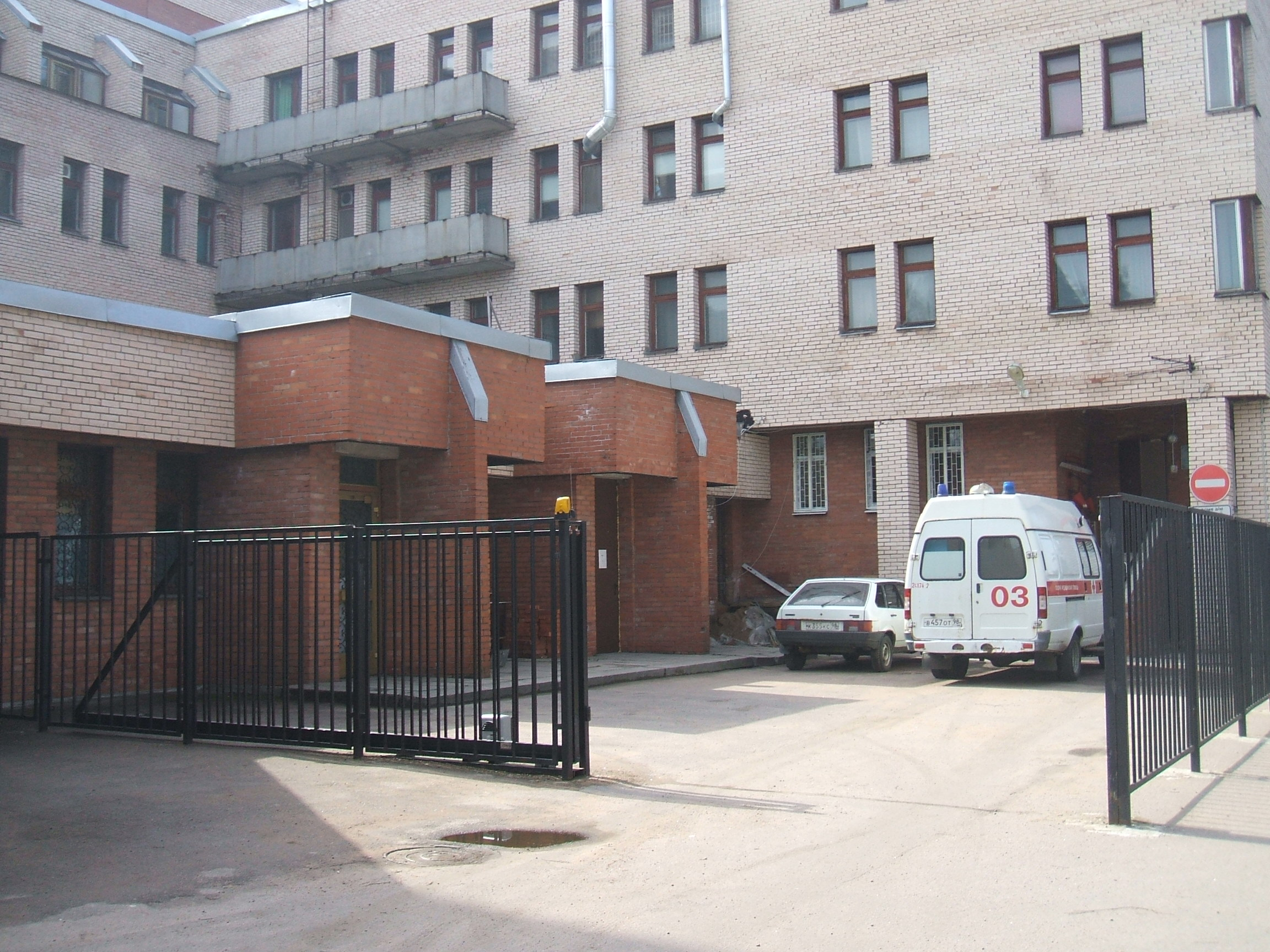
Скорая медицинская помощь 03
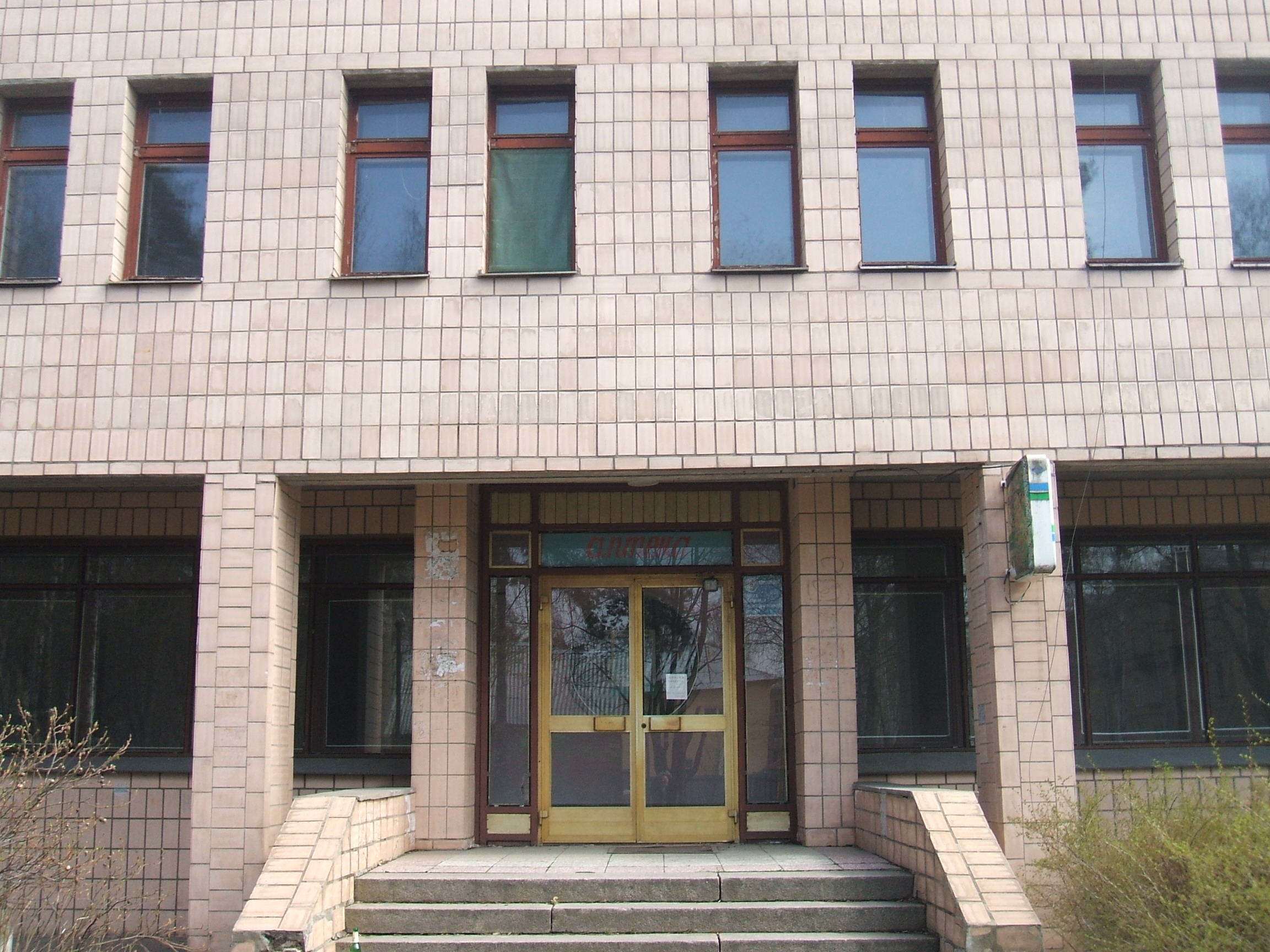
Аптека
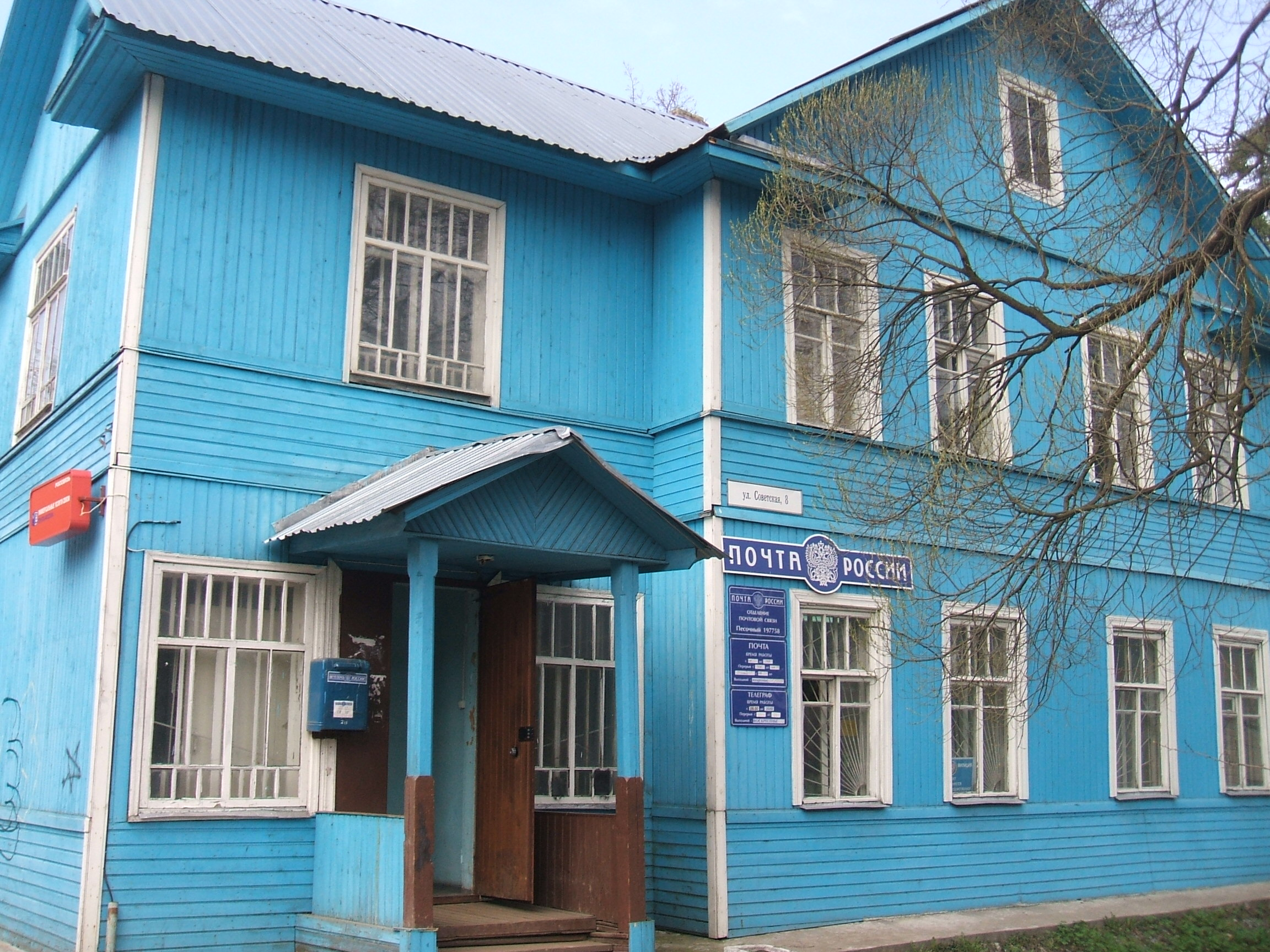
Почта
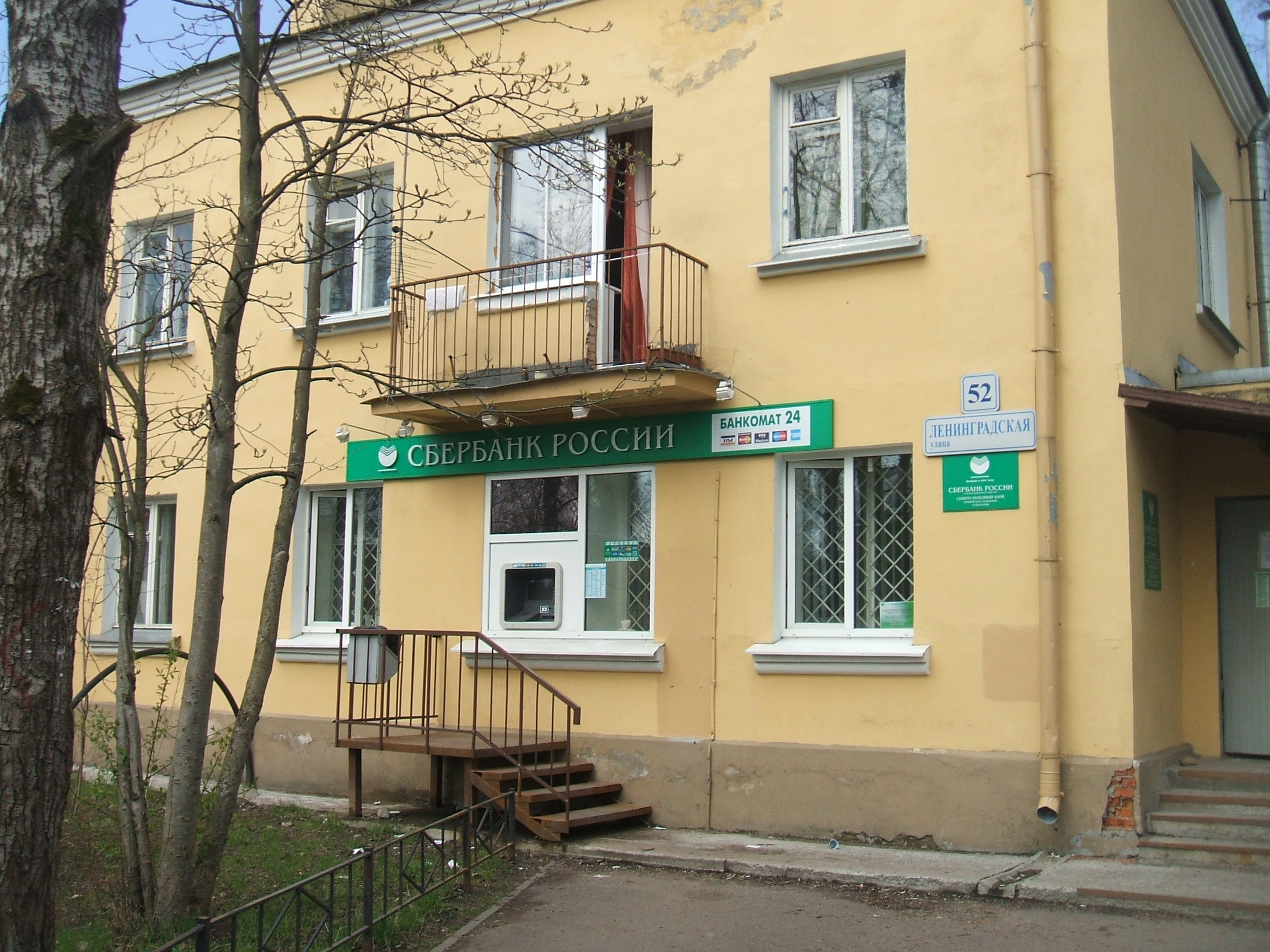
Отделение Сбербанка
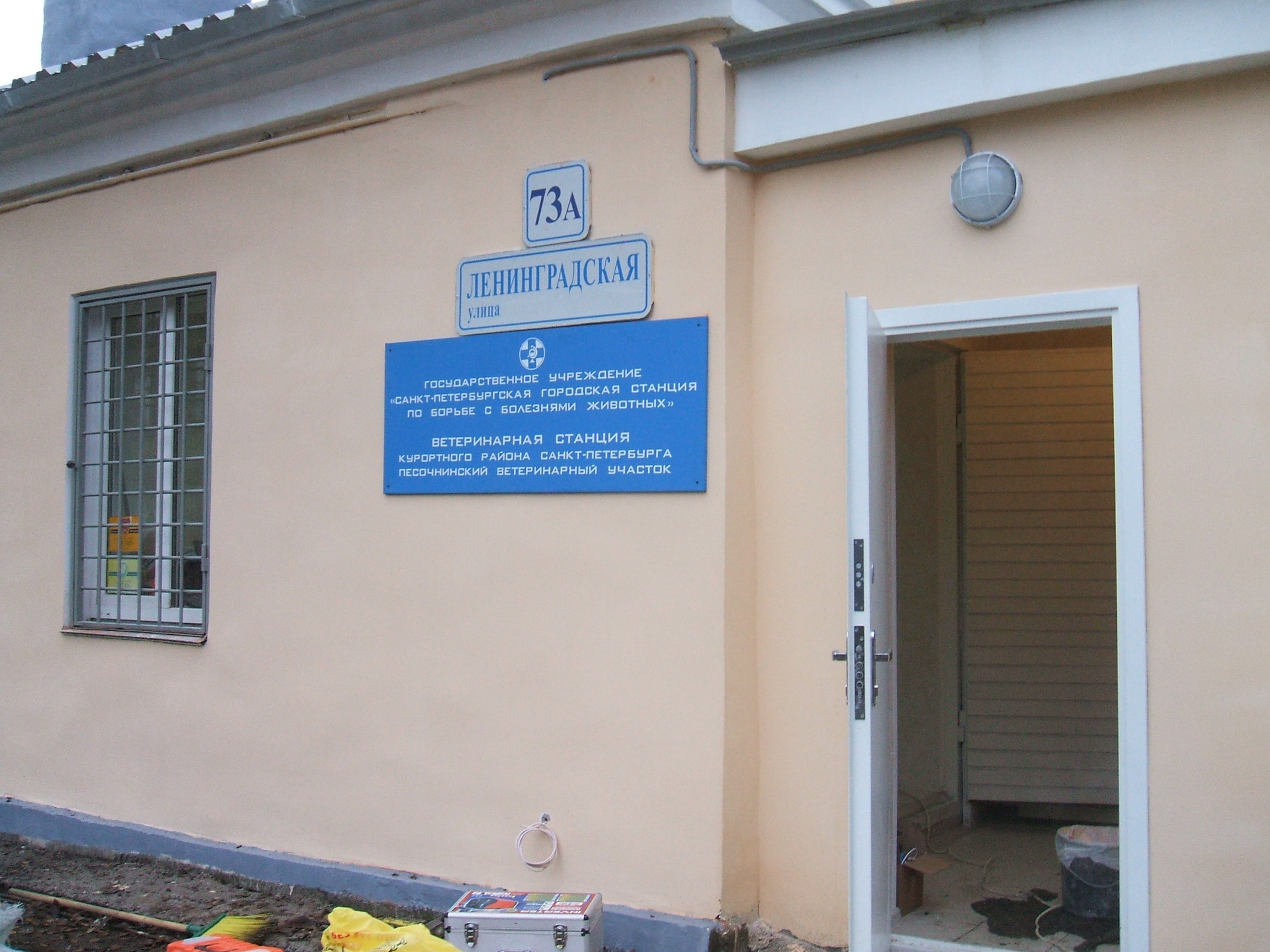
Ветеринарная лечебница
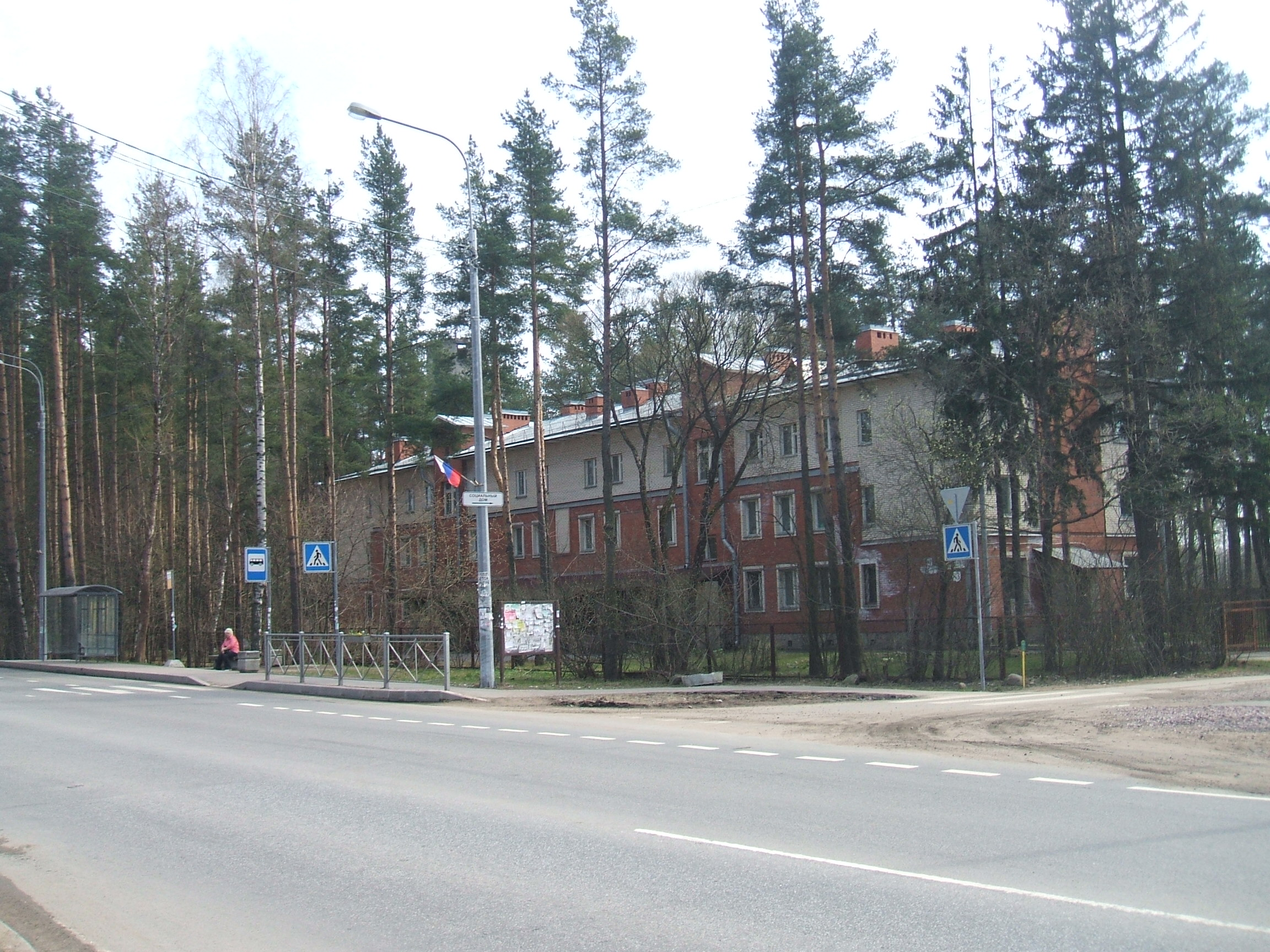
Социальный дом (Дом престарелых)
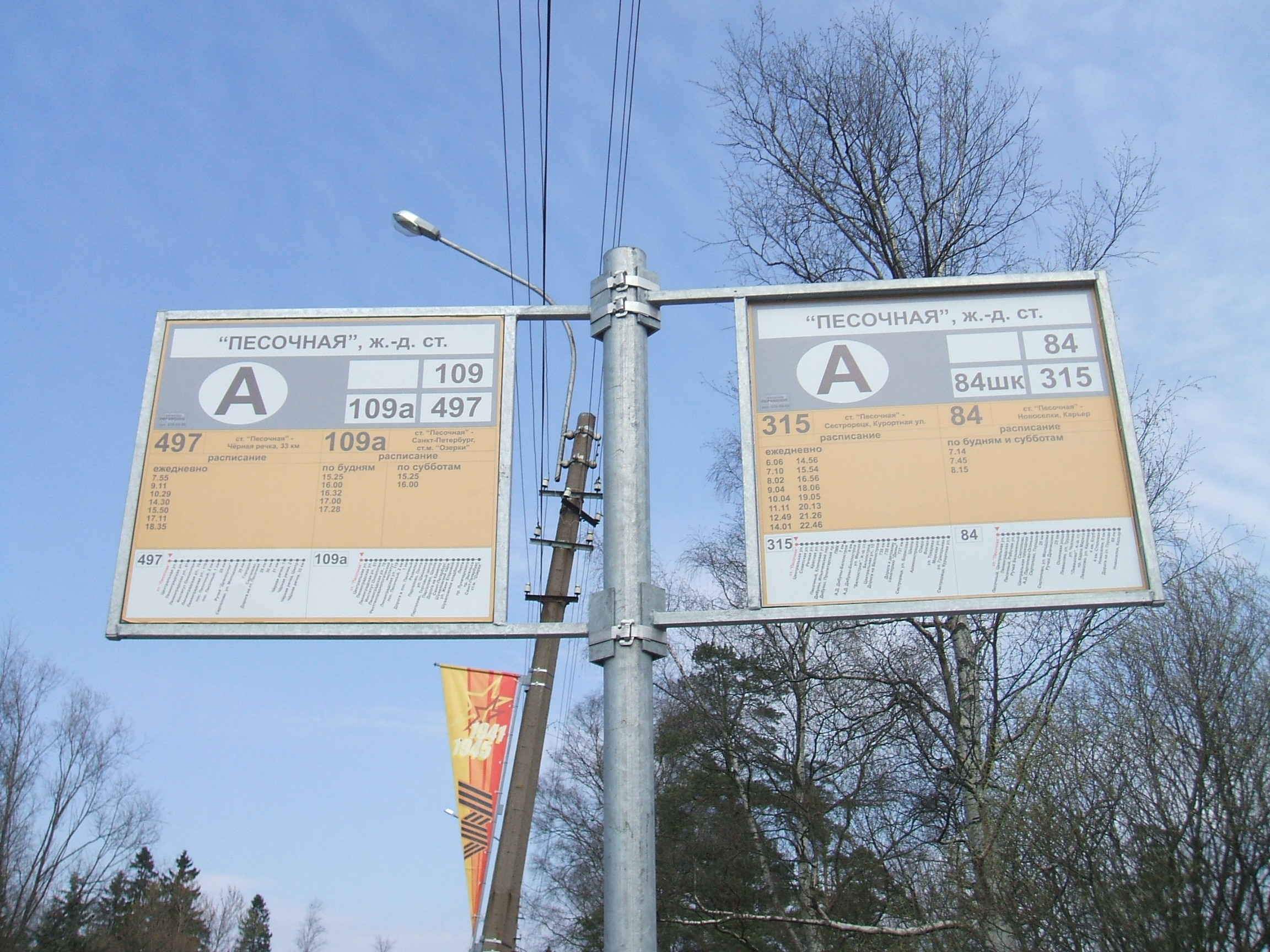
Автобусные маршруты
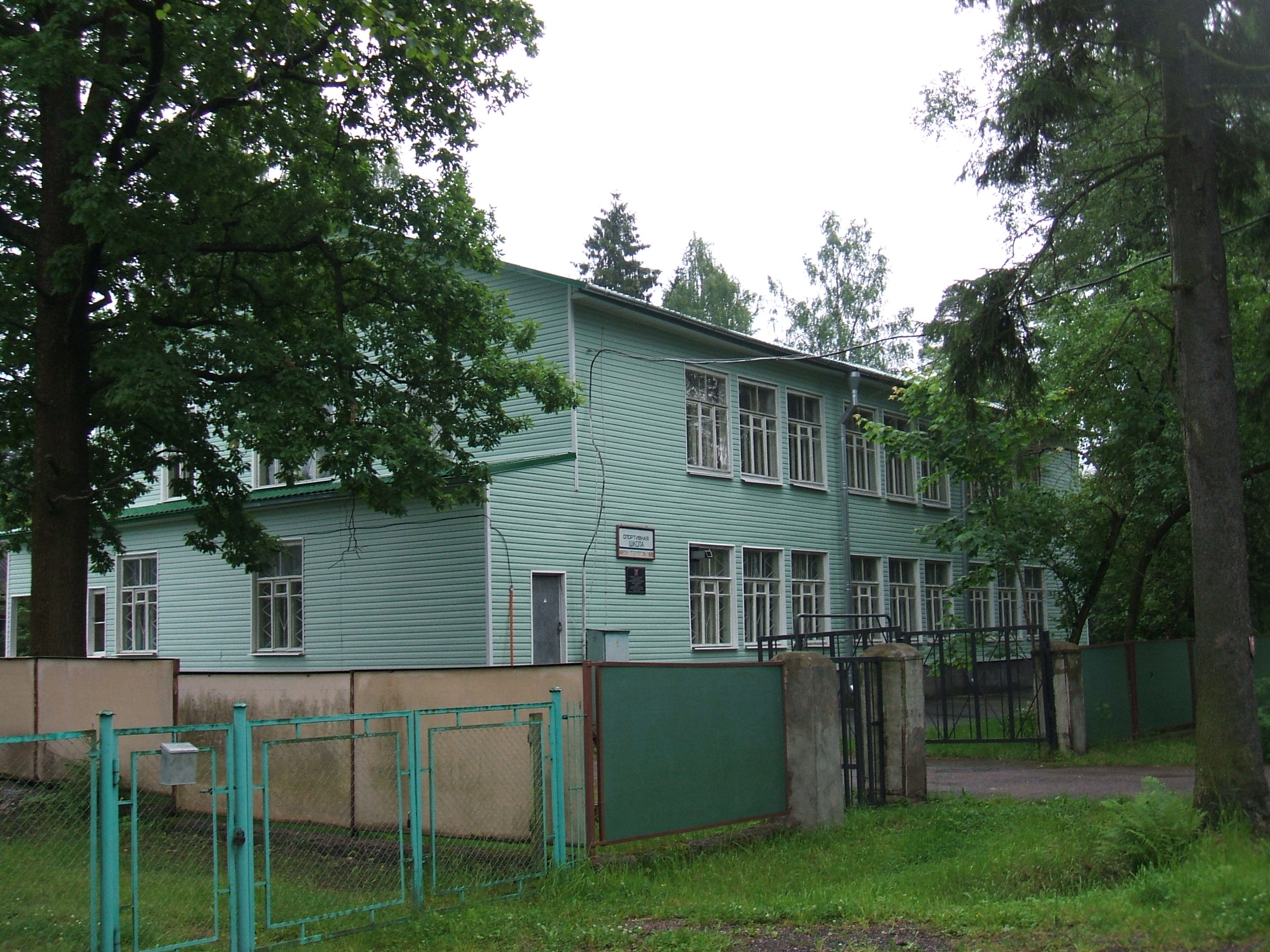
Спортшкола, Школьная ул., 16.
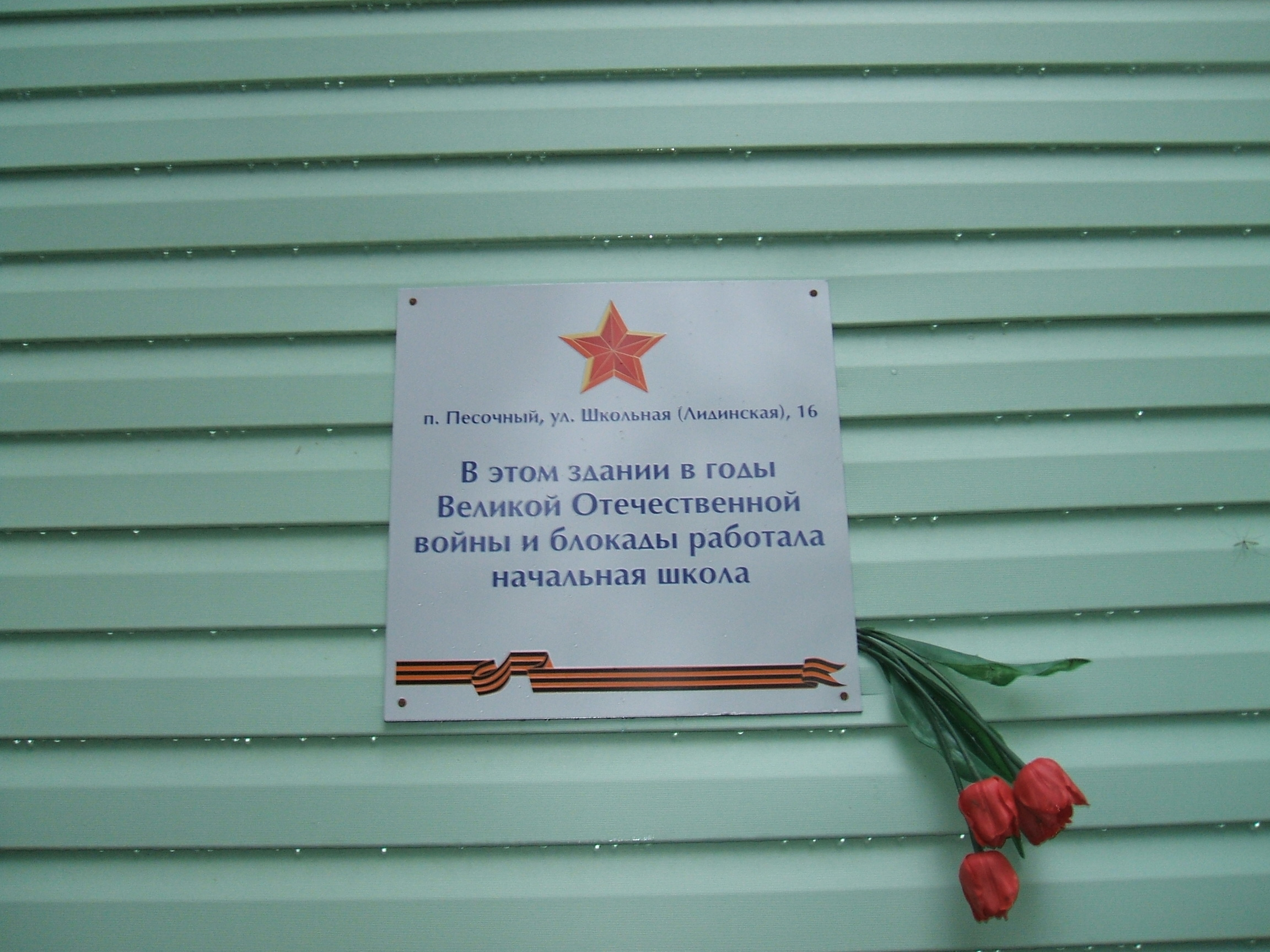
Спортшкола, память о блокаде
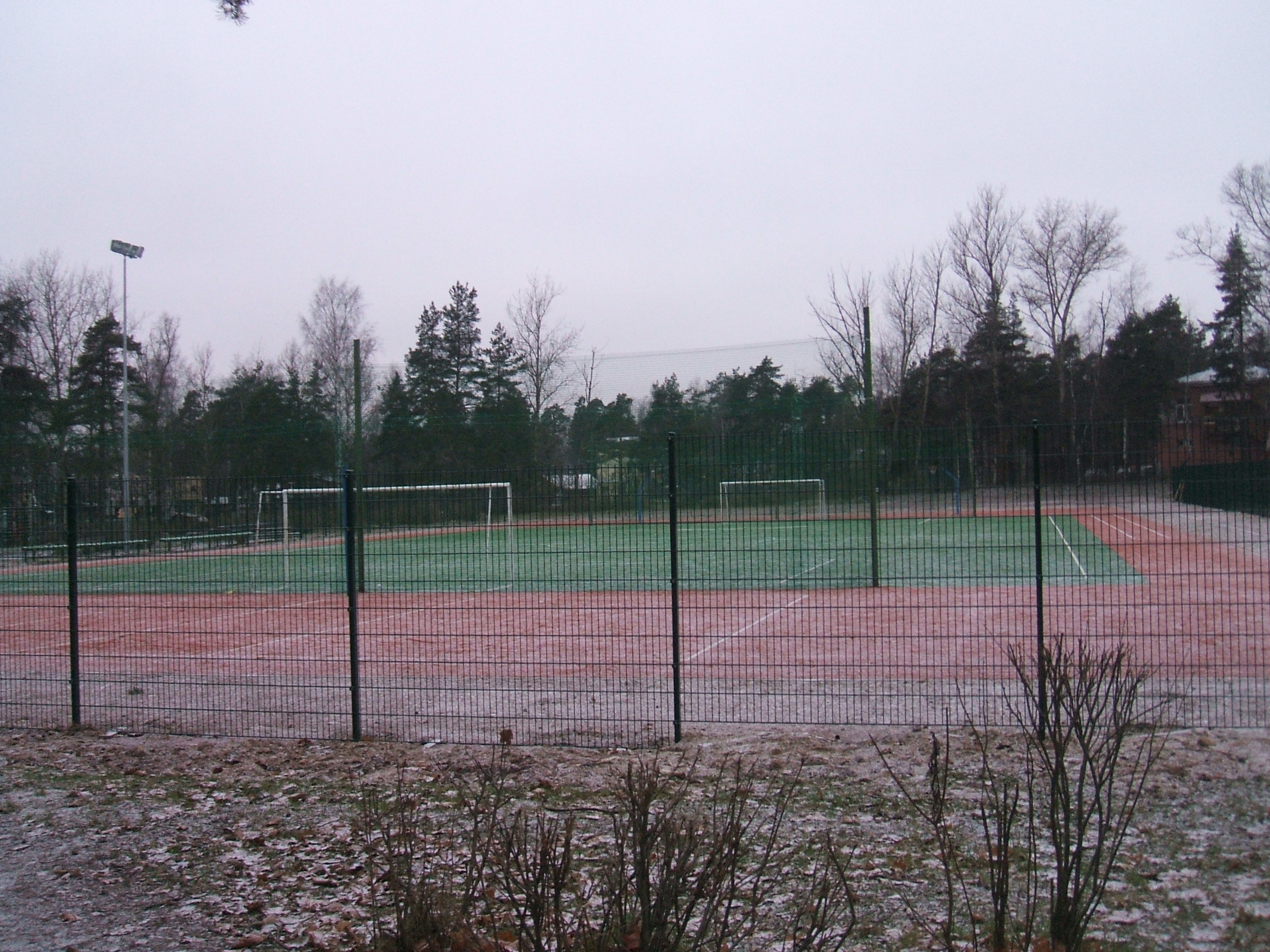
Стадион 437 школы

## Ленинградская улица (п. Песочный)
Главную улицу посёлка 17 сентября 2008 года госкомиссия приняла после работ по капитальному ремонту, который продолжался 2 года одновременно с газификацией. В результате улица, всегда отличающаяся интенсивным транзитным движением автотранспорта и большим количеством ДТП с человеческими жертвами, стала шире, появились тротуары, дополнительные переходы, пешеходный светофор у 437-й школы, что позволило убрать «лежачих полицейских». Установлены новые опоры освещения, сделаны бесплатные парковки у НИИ онкологии и Центра радиологии, отремонтирована дорога к Радиологическому центру, благоустроена прилегающая территория.